# レゲエ
レゲエ（英語: reggae、発音: [ˈrɛɡeɪ]）は、狭義においては1960年代後半ジャマイカで発祥し、1980年代前半まで流行したポピュラー音楽である。広義においてはジャマイカで成立したポピュラー音楽全般のことをいう。4分の4拍子の第2・第4拍目をカッティング奏法で刻むギター、各小節の3拍目にアクセントが置かれるドラム、うねるようなベースラインを奏でるベースなどの音楽的特徴を持つ。1960年代まではジャマイカ、イギリスを中心とした音楽だったが、1972年のポール・サイモン「母と子の絆」、ジョニー・ナッシュの「アイ・キャン・シー・クリアリー・ナウ」がアメリカで大ヒットして以降、ワールドワイドな音楽に発展していった。また、ジョン・レノンは、レゲエが世界的にブームになるであろうことを予言していた。
狭義のレゲエは直接的には同じくジャマイカのポピュラー音楽であるスカやロックステディから発展したが、ジャマイカのフォーク音楽であるメントや、アメリカ合衆国のリズム・アンド・ブルース、トリニダード・トバゴ発祥のカリプソ、ラスタファリアンの音楽であるナイヤビンギ、コンゴ発祥のクミナや西アフリカ発祥のジョンカヌー、さらにはマーチなど多様な音楽の影響を受け成立した。

ジャマイカ

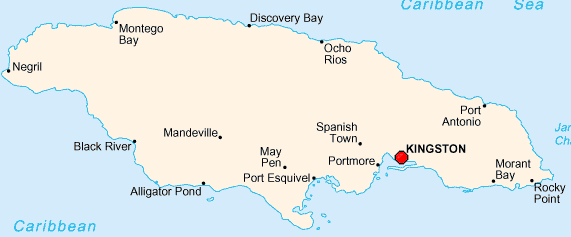
キングストン

## 語源

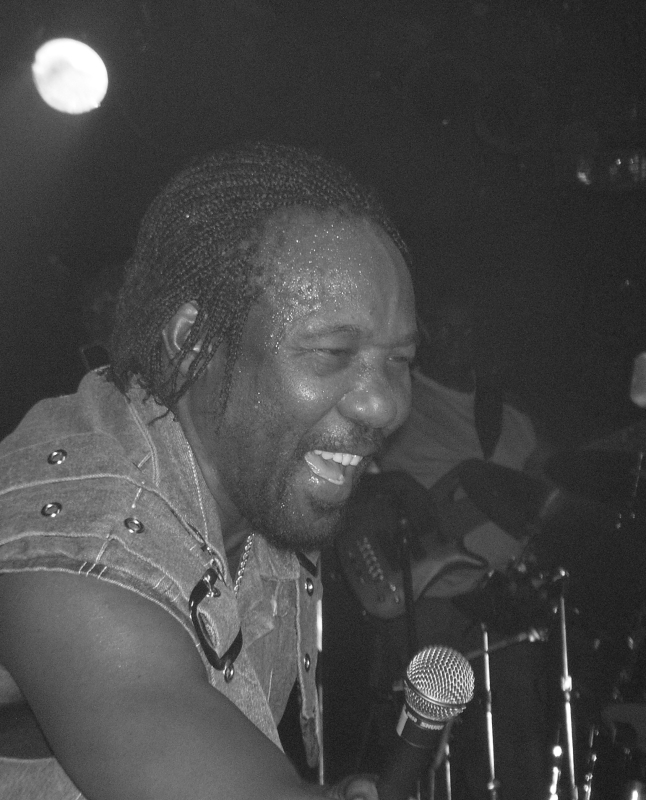
メイタルズのリーダー、トゥーツ・ヒバート（2006年、フランス）

「レゲエ（reggae）」と言う呼称の語源には諸説あるが、「ぼろ・ぼろ布、または口げんか・口論」という意味を表すジャマイカ英語のスラング、パトワ語で「レゲレゲ（"rege-rege"）」が転じたものという説が有力である。
語源にはいくつかの異説がある。歌手のデリック・モーガンは以下のように述べている。
| 「 | 僕達は「ロックステディ」という名前が気に入ってなかったから「ファット・マン」の新しいヴァージョンを作ることにした。オルガンを使って地を這うようなビートに作り直す事にしたんだ。プロデューサーのバニー・リーはその変化を気に入ってくれた。そして彼はオルガンとリズムギターで「レゲッ、レゲッ」と聞こえるサウンドを創り出した。バニーはそれを「レゲエ、レゲエ、レゲエ」と呼び、他のミュージシャン達もそう呼ぶようになったのさ。 | 」 |

また、「都合のいい女」を意味するジャマイカ・クレオール語（パトワ）のスラング「ストレゲエ ("streggae")」をクランシー・エクルズが略語化したという説もある。
1968年に史上初めて「レゲエ」という語をタイトルに取り入れた楽曲「ドゥ・ザ・レゲエ」を発表したメイタルズのリーダー、トゥーツ・ヒバートは以下のように語っている。
| 「 | 確かに当時ジャマイカで「ストレゲエ」という言葉はあった。例えば女の子が歩いてる時、誰かがその子を見ながら「なあ、あの子はストレゲエだな」なんて言ったりした。彼女はあまりお洒落じゃなくぼろっちいっていう意味さ。まあ、女の子の方も男達に対して同じ事を言ってたんだろうけど。ある日の朝俺と友人達で遊んでる時、俺はこう言ったんだ。「オーケー、レゲエをやろうぜ (Let's do the reggay)」って。それはただ単に口をついただけの意味のない言葉だったんだが、俺達はすぐに「ドゥ・ザ・レゲエ、ドゥ・ザ・レゲエ」と歌いだして、ビートを作っていった。人々は後になってそのサウンドと名前は神から与えられたものじゃないかって言ったね。それ以前にはそういうスタイルの音楽のことを「ブルー・ビート」とか色々な呼び方で呼んでたんだけどね。この話は今ではギネス・ワールド・レコーズにも載ってるって訳だ。 | 」 |

| 「 | レゲエは普通の人々が作ったっていう事だ。判るか?日常を語った音楽であり、ゲットーから生まれたものであり、大衆のものっていう事だよ。毎日の飯のように、ダンスするための音楽としてレゲエが必要だったのさ。レゲエは日々苦闘し、欲しいものも手に入らないレギュラーな人々 (regular people)っていう意味なんだよ。 | 」 |

また、ボブ・マーリーはレゲエの語源は「王の音楽」を意味するスペイン語であると主張していた。さらに、「王のために (to the king)」を意味するラテン語「regis」に由来するとする説もある。

## 音楽的特徴
狭義におけるレゲエのアンサンブル、およびレゲエバンドにおいて使用される楽器は、ドラムセット、ベース、ギター、キーボード、パーカッション、そしてトロンボーン・サキソフォーン・トランペットによって構成されるホーンセクションである。
最も特徴的な演奏様式はドラムとベースによるリズム隊によって形作られる特有のグルーヴを中心に、リズムギターやキーボードが第2、第4拍目にアクセントを置きオフビートを刻むものである。これはクラーベをリズムの基本にするドミニカ共和国のメレンゲやマルティニークのズーク、セントルシアのビギンなどの近隣のカリブ海地域の音楽とは全く異なる演奏様式である。
レゲエのリズムはしばしばレギュラービートとシャッフルビートを同居させ、ポリリズムを形成する。BPMは72から92の間であることが多く、音数は少ないものの隙間でグルーヴを感じさせるように演奏される。またレゲエのリズムのことをジャマイカ英語で「リディム」と言い、しばしば曲名だけではなくリディム自体にも名前がついている。
1970年代におけるボブ・マーリーの世界的ヒットなどを経て、レゲエの演奏様式はアフリカ、ラテン・アメリカ、アジアなど世界の様々なポピュラー音楽にも取り入れられて演奏されるようになった。また、ジャズ、ロック、ヒップホップなど異なるジャンルとの融合や、レゲエ風アレンジも多く見られる。

### 楽器と奏法

#### ドラムス

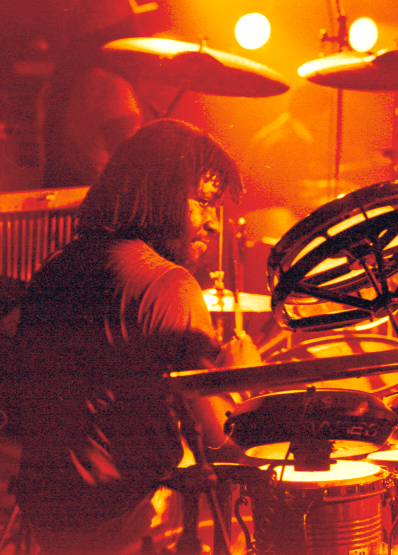
スライ・ダンバー（1979年）

標準的なドラムセットが使用されることが多い。スネアドラムはしばしばティンバレスのような非常に高い音にチューニングされ、演奏ではリム・ショットが多用される。また、ロックやポップスなどと異なりシンバルを使ったフィルインはあまり用いられず、ハイハットを叩く際はアクセントをつけず平板なビートを刻むことが多い。
レゲエにおけるドラムビートは、「ワンドロップ (One Drop)」、「ロッカーズ (Rockers)」、「ステッパーズ (Steppers)」などに分類することができる。
ワンドロップ
1拍目にアクセントがなく、3拍目のみがスネアドラムのリムショットとバスドラムによって強調される。カールトン・バレットが開発したとされるこのリズムは、レゲエを特徴づける要素の一つである。代表的楽曲はボブ・マーリー&ザ・ウェイラーズの「ワン・ドロップ (One Drop)」など。
フライング・シンバル
ワンドロップのドラムに、通常はギターやキーボードが強調する2拍目、4拍目をハイハットのオープンショットによって強調する奏法。1974年にカールトン・サンタ・デイヴィスが開発し、1975年まで流行した。代表曲はジョニー・クラーク「ムーブ・アウト・オブ・バビロン (Move Out of Babylon)」など。
ロッカーズ
ルーディメンツを下敷きにしたマーチングバンド風のフレーズをスネアドラムで叩く。その戦闘的にも聞こえるビートから「ミリタント・ビート」とも呼ばれている。スライ・ダンバーによって開発された。代表的楽曲はマイティ・ダイアモンズ「アイ・ニード・ア・ルーフ (I Need A Roof)」（1976年）など。
ステッパーズ
スライ・ダンバーが開発した4拍子の4拍すべてに固い4つ打ちのバスドラムを打つリズムである。代表的楽曲はボブ・マーリー&ザ・ウェイラーズ「エクソダス」など。この曲でカールトン・バレットは、4分の4拍子を刻む4つ打ちのバスドラムに8分の6拍子を刻むハイハットの3連打を絡めている。

#### ベース

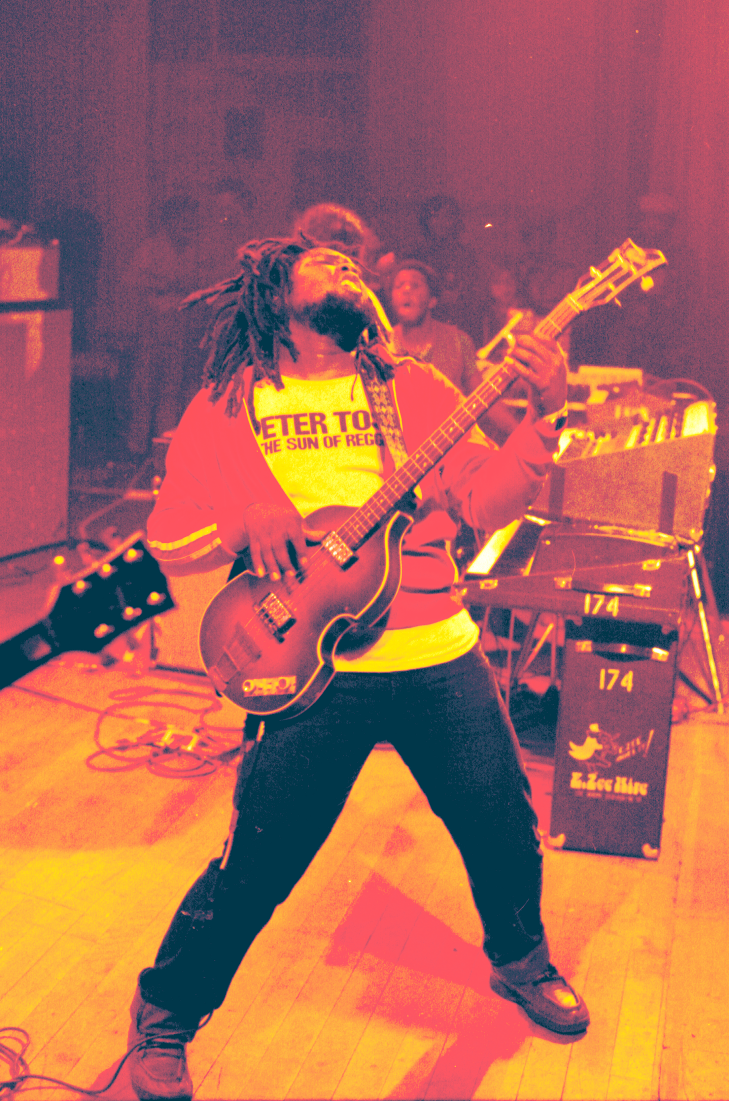
ロビー・シェイクスピア（1978年）

標準的なエレキベースが使用されるが、極端に重低音を強調した音にチューニングされる。
レゲエにおいてベースはうねるようなベースラインを繰り返し、転調も少ない。

#### ギター

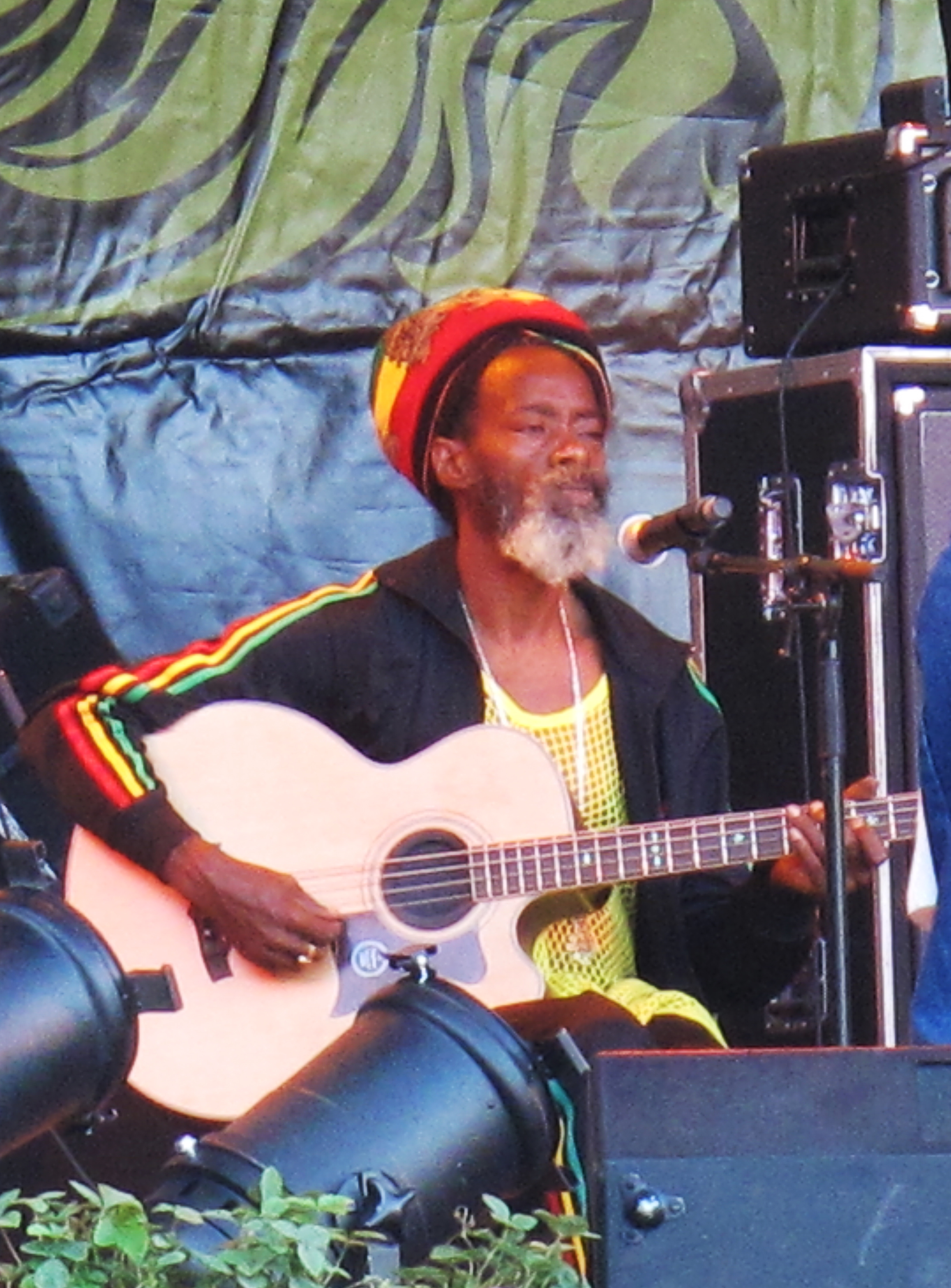
アール・チナ・スミス（2009年、スウェーデン）

標準的なエレキギターが使われることが多いが、アコースティックギターが使用されることもある。
レゲエにおいてギターはカッティング奏法で2拍目・4拍目のオフビートを強調することが多い。カッティング奏法といってもファンクのように空ピックを多用することはなく、所々で空ピックや実音で引っ掛けるフレーズでスイングを演出する。バンドによってはカッティング奏法を担当するリズムギターとブルース風やロック風のメロディやリフの演奏を担当するリードギターの二本を用意することもある。

#### パーカッション
パーカッションとしては、ボンゴ、カウベル、シェイカー、ビンギ・ドラム、ギロ、クラベス等が使用される。1990年代以降ではAKAI MPC等のサンプラーが使用されることもある。

#### ボーカル
レゲエには多彩なボーカルスタイルが存在する。ソロ・シンガー、ボーカル・デュオ、ボーカル・トリオ、ディージェイ、シンガーとディージェイのデュオ、ディージェイ同士のデュオなどである。
なお、レゲエ特有の歌唱法としてはディージェイによるトースティング、ディージェイとシンガーの中間的歌唱法であるシングジェイがある。

### レゲエの歌詞
レゲエは「レベル・ミュージック（rebel music、反抗の音楽）」であるといわれる。その理由はレゲエの歌詞はしばしば社会、政治、物質主義、植民地主義などへの批判や反抗を主題とするからである。これはジャマイカ国民の90%以上が黒人奴隷またはマルーンの子孫であることにより醸成された疎外感や抵抗の歴史、ラスタファリ運動とキリスト教バプティスト派の宗教的影響が大きい。しかし、全てのレゲエ・アーティストがラスタファリアンというわけではなく、全てのレゲエの歌詞が反抗的というわけではない。ジャマイカの伝統音楽であるメントと同様のコミカルな歌詞や、フォークロアや諺に基づく説話的歌詞、ゲットーの貧しい暮らしへの嘆き、男女の愛、人生の機微、音楽への陶酔、新しいダンスの方法など、レゲエにおける歌詞の主題は多岐に亘る。
以下、他のポピュラー音楽に比べて特に独自性の高い、レゲエの歌詞の主題について補足する。

#### ラスタファリ運動

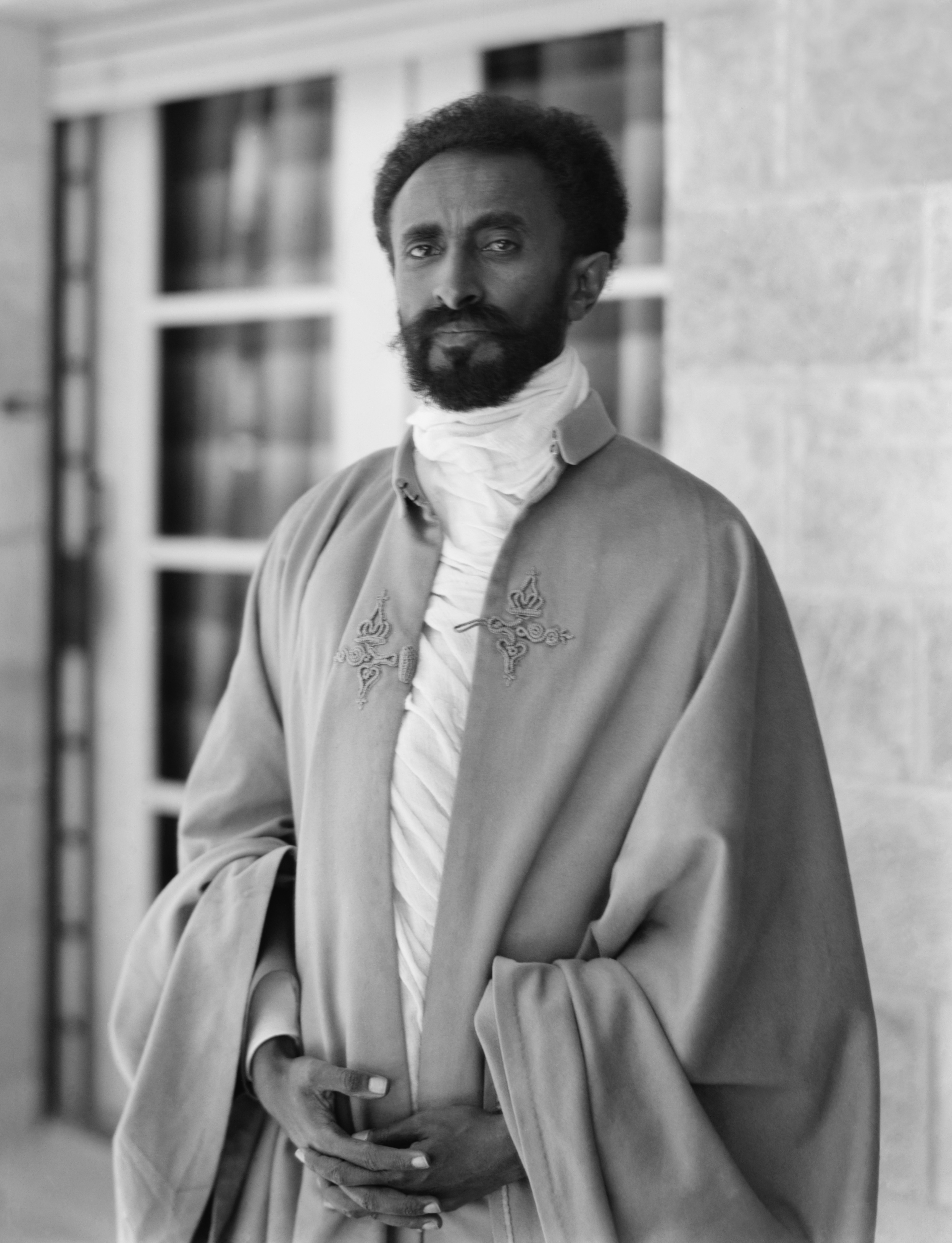
ハイレ・セラシエ1世

特にラスタファリアンのレゲエ・アーティストは、エチオピア帝国最後の皇帝ハイレ・セラシエ1世を「ジャー（現人神）」と、ジャマイカのジャーナリスト・企業家のマーカス・ガーベイを預言者と考え、アフリカ回帰を主義とする宗教的運動であるラスタファリズムを、しばしば作品の主題とする。アーティストは自らを戦士やライオン、イスラエル民族になぞらえ、「バビロンと戦いこれを打ち破り、ザイオンに帰還する」などと原理主義的に描写されている。
ラスタファリアンでないアーティストもしばしば（黒人の）人種的プライドを誇ったり、反転した価値観を訴えている。

#### 大麻

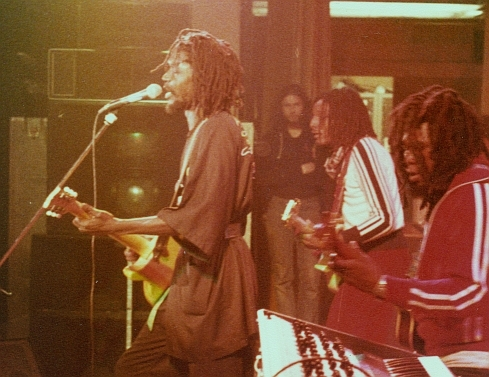
ピーター・トッシュ（左）とロビー・シェイクスピア（右）（1978年、ジャマイカ）

ラスタファリ運動がジャマイカで流行した1960年代末以降、大麻はレゲエの歌詞の中で頻繁に取り上げられる主題の一つである。ジャマイカにおける大麻は19世紀半ば以降プランテーションでの人手不足を補うため導入されたインド系移民によってもたらされた。ジャマイカでは大麻は「ガンジャ」や「ハーブ」などと呼称され、「ガンジャ・チューン (ganja tune)」などと称される大麻による効能や瞑想、または大麻が非合法とされているが故の苦難をテーマとした楽曲が多く発表されている。最も古いガンジャ・チューンは1966年のドン・ドラモンドによる器楽曲「クール・スモーク (Cool Smoke)」などである。ウェイラーズ『キャッチ・ア・ファイア』（1972年）のマーリーがガンジャのジョイントをくゆらすジャケットや、ピーター・トッシュ『解禁せよ』（1976年）などの作品群のヒットによって、レゲエと大麻の結びつきはジャマイカ以外の国々においても有名なものとなった。しかし一方で、ジャマイカには1913年より施行された危険薬物法 (Dangerous Drugs Act) があり、大麻の所持、売買、喫煙にはそれぞれに応じた罰金刑、懲役刑が科されている。トッシュ、ブジュ・バントン、ニンジャマンらレゲエアーティストもこの法律を根拠に科刑された経験がある。

#### ホモフォビア

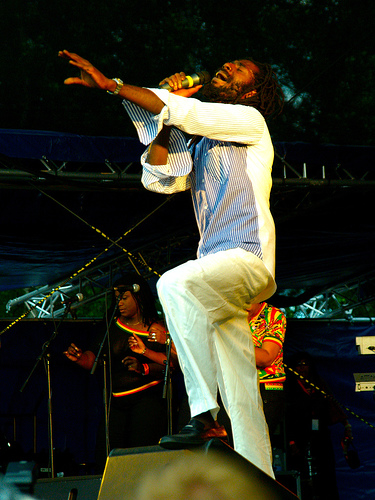
ブジュ・バントン（2006年、フィンランド）

特に1990年代以降のダンスホールレゲエ楽曲を中心に、レゲエの歌詞にはしばしば異性愛を尊重し、同性愛者などの「性的逸脱者」をバティボーイなどと呼び、激しく批判するホモフォビア的内容のものがある。これら同性愛者批判はジャマイカ国民の大多数を占める保守的キリスト教信者やラスタファリアンが持つ信仰に基づく性倫理観の影響や、植民地時代が長らく続いたことによる母系社会化と相対的な男性の地位低下等のジャマイカ特有の社会的、歴史的事情の影響がある。また、ジャマイカでは法律 Offences Against the Person Act 第76条、79条によって男性間の性交をはじめとする「性的逸脱」が違法とされており、違反者には10年以下の禁固刑が課せられている（その一方、女性間の同性愛行為に対する直接な法的言及はない）。
1990年代以降、ブジュ・バントン、エレファント・マン、ビーニ・マン、シズラ、ケイプルトンらがイギリスに本部を置くアウトレイジ!等の同性愛団体・人権団体から差別的発言について抗議を受けていたが、2007年には上記のアーティストに加えT.O.K、バウンティ・キラー、ヴァイブス・カーテルらが、アウトレイジ!らが起こしたキャンペーン「en:Stop Murder Music」との交渉により、今後は同性愛嫌悪を助長する歌詞を歌う事を止め、同性愛者に対する暴力に反対するとの合意書「レゲエ特別配慮規定」に署名、その調印書類が同性愛人権活動家のピーター・タッチェルの公式サイトで公開されるなど、一時は両者間が歩み寄りの一歩を踏み出したかのように見られた。しかし、ブジュ・バントンとビーニ・マンは直後にこの署名を否定し、同性愛団体・人権団体との対立が再燃。両団体の抗議により、2人の欧米ライブツアーは幾度も抗議活動に見舞われたり、中止に追い込まれる等、表現の自由と人権問題の狭間を揺れ動く、依然根の深い問題となっている。
一方、2012年7月にレズビアンであることをカミングアウトしたダイアナ・キングは自身の公式Facebookで発表した声明文において、「正直に話すと、オープンに認めることはずっと怖くてできなかった。私のキャリアや家族、愛する人たちにどんなネガティブな影響を与えるか、分からなかったから」、「私がずっと抱いていた深い恐怖、それはジャマイカの人たちが長年のホモフォビアによって私を受け入れないということ。」、「私のような人たちを毎日のように迫害し、打ちのめし、牢獄に入れ、強姦し、殺してきたという不快な現実を、私はこれまでずっと、あまりにも多く見てきた。ただ自分自身であろうとする人たちを、あるいは、ただそうと疑われただけの人たちを」と語り、このように同性愛者に差別的なジャマイカにおける政治的/文化的土壌を批判している。

#### 非一貫性

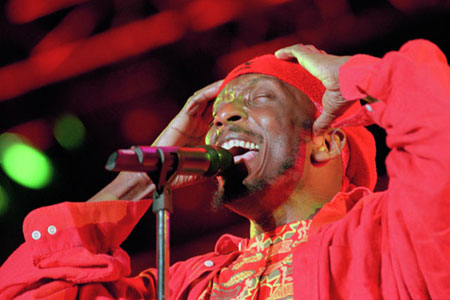
ジミー・クリフ（1997年）

レゲエの歌詞には「ルードボーイ」、「ラガマフィン」、「ギャングスタ」、「バッドマン」など不良や悪漢を意味する語がしばしば現れる。ルードボーイとラスタは必ずしも対立する概念ではなく、実際には多くのアーティストがルードボーイであり同時にラスタでもあるが、そのような非一貫性はレゲエの歌詞に頻出する主題の一つである。
例えばジミー・クリフの楽曲「ザ・ハーダー・ゼイ・カム」では、曲の前半で生ある内の救済を希求しながら、後半ではむしろ死による救済を願う内容になっている。また、ボブ・マーリーはあらゆる人種間の平和を願う「ワン・ラヴ/ピープル・ゲット・レディ」と同じ黒人であってもラスタファリアンでないものを非難する「クレイジー・ボールドヘッド (Crazy Baldhead)」という相反する内容の楽曲を発表している。
しかしながら、アフリカン・ディアスポラと植民地時代の奴隷経験によって培われたこの非一貫性、二重性は必ずしも（特にジャマイカの）レゲエアーティストの中で矛盾として受け取られておらず、レゲエの歌詞の特徴の一つとなっている。

#### サウンド・チューン
後述するように、ジャマイカの音楽はサウンド・システムでダブ・プレートというそのサウンド・システム独自のレコードをかけ、互いに競い合う文化がある。そのため自分のサウンドを称えたり、相手のサウンドをけなしたりする曲が古くはレゲエ以前の時代からリリースされていた。そのような曲のことを「サウンド・チューン (sound tune)」、または「サウンド・アンセム (sound anthem)」と呼ぶ。
最古のサウンド・チューンはプリンス・バスターによる「Three Against One」や「The King, The Duke And The Sir」（ともに1963年発表のスカ楽曲）である。しかし、それ以前から各サウンドシステムはアメリカ合衆国産のレコードをサウンド・チューンとしてプレイしていた。例えばコクソン・ドッドのサー・コクソンズ・ダウンビート (Sir Coxsone's Downbeat)は、アメリカ合衆国のリズムアンドブルースグループ、ウィリス・ジャクソン楽団が1951年に発表した「レイター・フォー・ザ・ゲイター (Later For the 'Gator)」を「コクソン・ホップ (Coxsone Hop)」と勝手に改名した上で島内で独占的にプレイし、1950年代の間人気を博していた。

### 言語
特にジャマイカでは、レゲエの歌詞はジャマイカの公用語である英語ではなく、ジャマイカ・クレオール語（パトワ）で歌唱されることが多い。これについて、ダブポエットのオク・オヌオラは「パトワとレゲエは同じリディムを持っている。人々のリディムだ。英語をレゲエのビートに乗せたとしても上手くいかない。そのときはリディムが変わってしまうだろう」と発言している。日本のNAHKIや、ドイツのジェントルマン、イタリアのアルボロジーら、ジャマイカ出身やジャマイカ系でないアーティストがパトワで歌唱するケースも少なくない。一方で、パトワは英語を母語としている者にとっても聴き取りが難しいため、シャギーなどはジャマイカ人であっても、国際的市場を意識し主に英語で歌唱している。また、しばしば「アイヤリック (Iyaric)」などと呼称されるラスタファリアン特有の語彙が使用される。

## 歴史
本節では広義のレゲエ、即ちジャマイカのポピュラー音楽の歴史について記述する。

### 1930年代まで
1930年代までのジャマイカではジャマイカの民俗音楽であるメント、カリプソや、アメリカ合衆国の初期のリズムアンドブルース、ジャズ、ビーバップ、ジャンプ・ブルースが親しまれていた。

### サウンド・システムの誕生

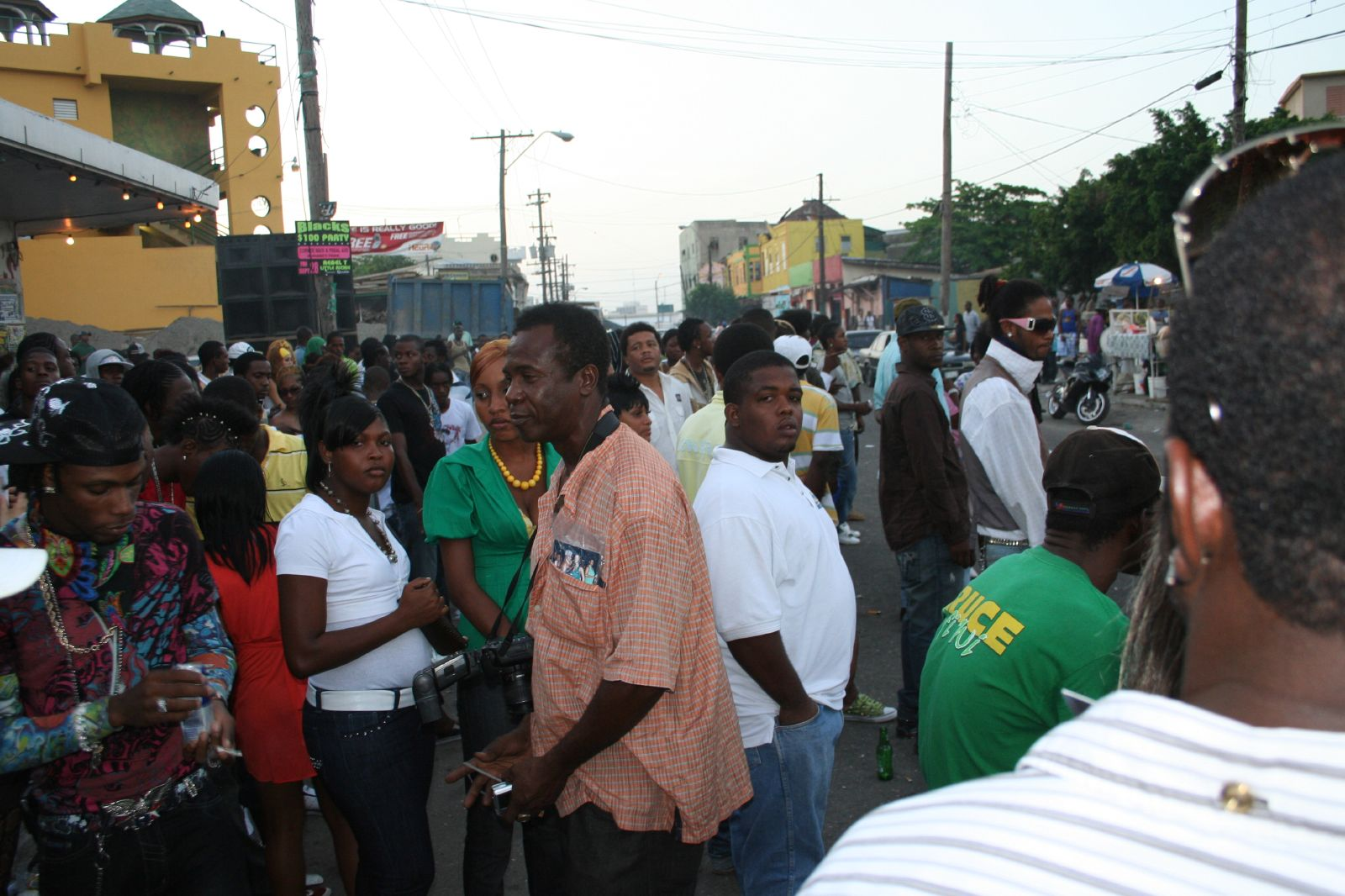
キングストンのストリートダンスの様子。カメラマン（中央）、派手に着飾った男性（左）、巨大なスピーカー（左奥）、露店（右奥）などが確認できる。（2007年）

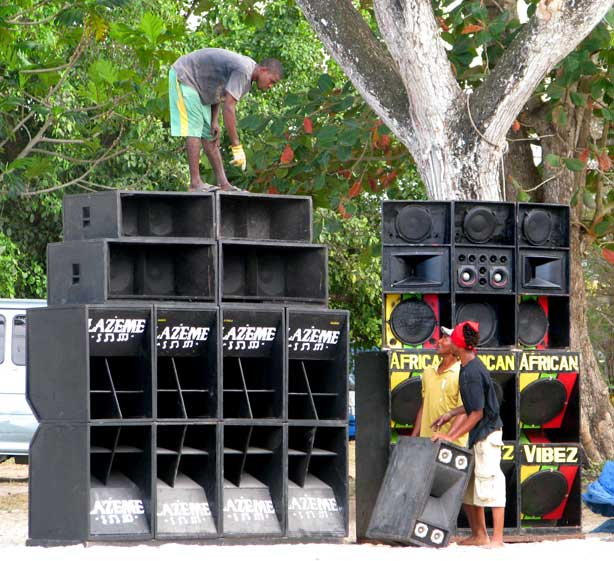
サウンドシステムの搬入風景

ジャマイカではDJが前述のような音楽をサウンド・システムと呼ばれる、移動式で巨大なスピーカーを積み上げた音響施設でプレイし、路上や屋内で楽むことが1940年代以降ポピュラーになっていった。サウンド・システムは当時のキングストンの人々にとって娯楽の中心であり、出会いの場であり、情報交換の場であり、商売の場でもあった。
1950年代に入ると後述するようにキングストン市内にもレコーディングスタジオが開設されはじめる。以後ジャマイカ産のR&Bやジャズをプレイできるようになった各サウンド・システムはダブ・プレートを量産し、互いに激しく競い合うようになった。特に1952年に稼動開始したデューク・リードのトロージャン (Trojan) と、1954年に稼動開始したコクソン・ドッドのサー・コクソンズ・ダウンビートはライバルとして1970年代までジャマイカ音楽を牽引する存在となった。
これらのサウンド・システムとそこに集まる観衆の音楽的嗜好は、スカ誕生からダンスホールレゲエ期に亘る全てのジャマイカ音楽の変遷、流行に影響を与えている。また、その後サウンド・システム文化はジャマイカからの移民によってイギリス、アメリカをはじめ海外にも持ち込まれていった。1967年にニューヨーク市ブロンクス区へ移住したジャマイカ人DJのクール・ハークは当地でハーキュローズというサウンド・システムを立ち上げ、ヒップホップ音楽の誕生に大きな影響を与えた。

#### レコーディングスタジオとレーベルの開設

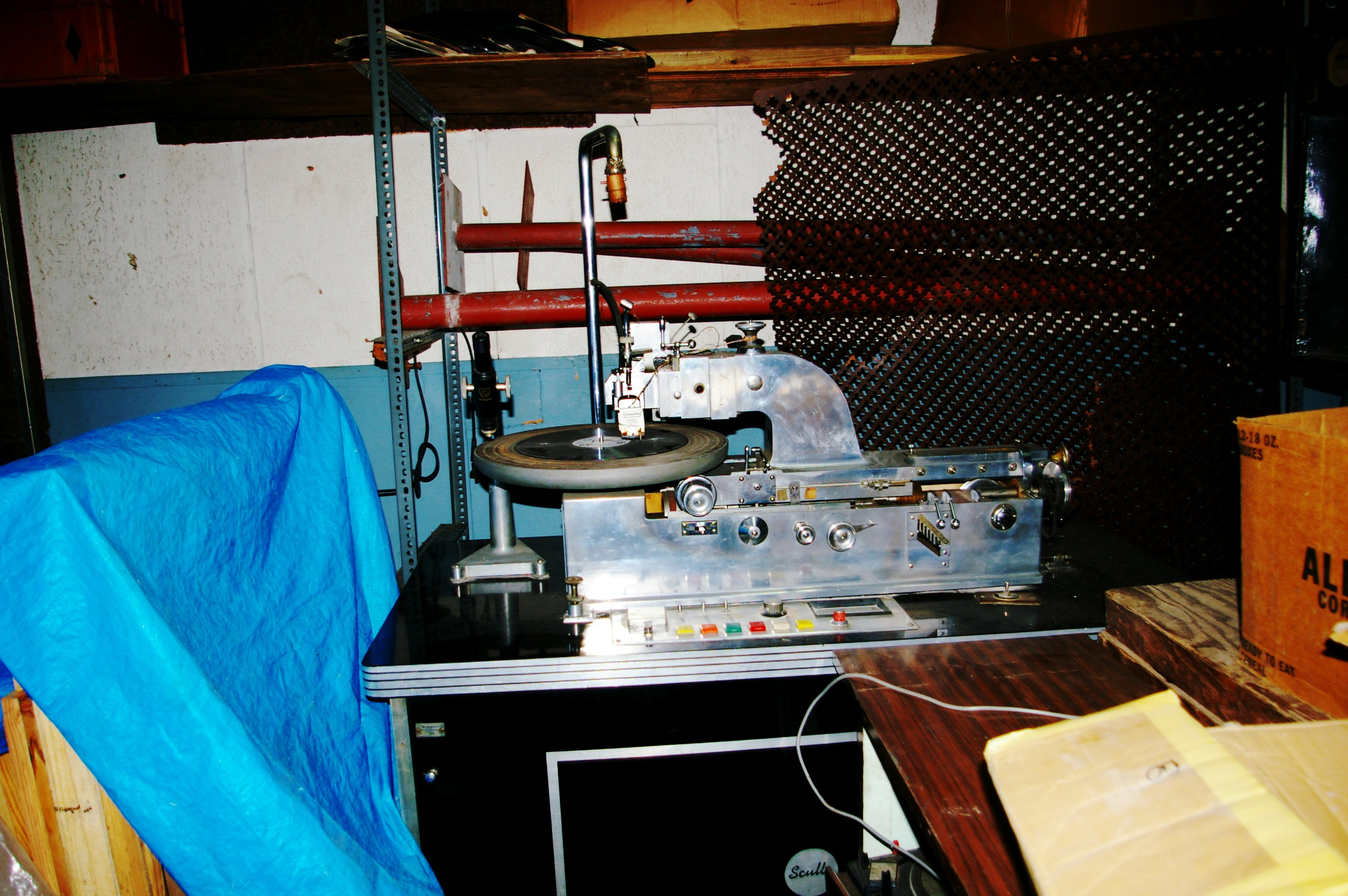
ランディーズ・レコードのダブ・プレート・カッティングマシーン

1951年にスタンレー・モッタ (Stanley Motta) がジャマイカ国内初のレコーディングスタジオMRS (Motta's Recording Studio) を、1957年にはケン・クーリ (Ken Khouri) が後にタフ・ゴング・スタジオとなるフェデラル・レコーディング・スタジオ (Federal Recording Studio) を設立した。1958年には後にジャマイカ首相となるエドワード・シアガのWIRLが、1959年にはデューク・リードのトレジャー・アイルとクリス・ブラックウェルのアイランド・レコードが、さらに1963年にはコクソン・ドッドのスタジオ・ワンが創業を開始すると、その後ジャマイカには録音スタジオとレコードレーベルが次々に誕生していった。

#### ラジオ局の開局
1939年、ハム技師ジョン・グライナン (John Grinan) は政府の認可を受けジャマイカ初のラジオ放送局VP5PZを開局した。VP5PZは第二次世界大戦勃発を受け、戦時放送局ZQIへと引き継がれた。終戦後、政府は民営放送を認可し1950年にはJBCが、1951年にはRJR (Radio Jamaica and the Re-diffusion Network) が開局した。これらのラジオ局はサウンドシステムと同様にジャマイカのポピュラー音楽の発展を側面から支援したが、レゲエを専門的に放送するラジオ局は1990年のIRIE FMの開局を待たねばならなかった。

### ジャマイカ独立-スカの誕生
ジャマイカは1959年に自治権を獲得し、1962年には英連邦王国として独立を果たした。これを機にジャマイカのミュージシャンが自らのアイデンティティを象徴する音を模索し始めたことや、サウンドシステムやプロデューサー間の競争が激化したことによって生まれた音楽がスカであった。スカは、カリプソ、メント等の従来のジャマイカ音楽に、ジャズやリズム・アンド・ブルースなどのアメリカ合衆国の音楽が融合し誕生した。ウォーキングベースがリズムをリードする点、ホーンセクションが主旋律を担当することが多い点などはジャズと類似しているが、ビートがジャズのようにシャッフルせず、1小節の2拍目と4拍目にイーブンにアクセントを置くアップテンポな裏打ちのリズムはスカ特有のものである。スカ誕生によってジャマイカ音楽は新たな時代を迎え、ヒッグス・アンド・ウィルソンが1959年に発表した「マニー・オー (Manny Oh)」は2万5千枚を超える売上を記録し、ジャマイカの音楽産業における最初のヒット曲となった。また 、同年プリンス・バスターがプロデュースしたフォークス・ブラザーズ「オー・キャロライナ」はカウント・オジーによるナイヤビンギドラムを取り入れており、ラスタファリ運動の精神をジャマイカ音楽に反映させた最初の楽曲であった。
また、中国系ジャマイカ人のバイロン・リーが映画『007 ドクター・ノオ』（1962年公開）に出演したことなどをきっかけに、スカはジャマイカの上流階級や海外にも徐々に認知を広げていった。
1964年には当時のジャマイカで最も有名なスタジオミュージシャンであったドン・ドラモンド、ジャッキー・ミットゥらによってスカタライツが結成され。また同年にミリー・スモールの歌った「マイ・ボーイ・ロリポップ」は全世界で600万枚を売り上げる国際的ヒット曲となり、スカ人気は頂点に達した。しかし、そのわずか二年後の1966年後半にはスカ人気は終焉することとなる。

### ロックステディの誕生

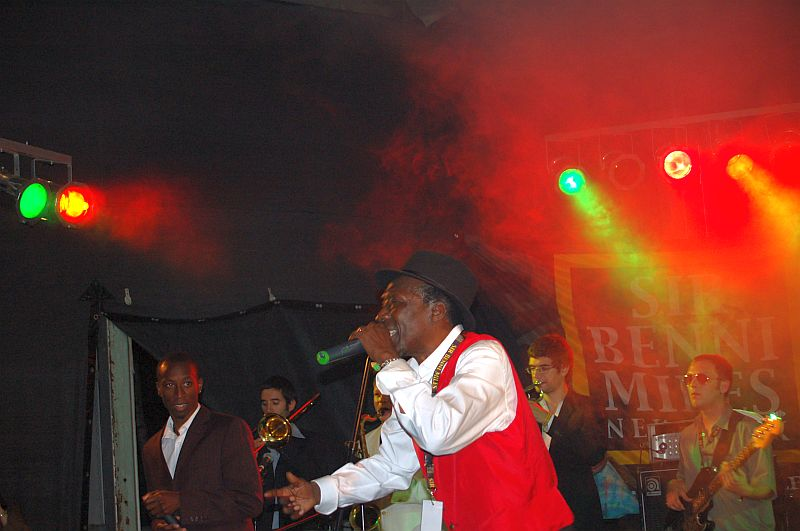
アルトン・エリス（2007年）

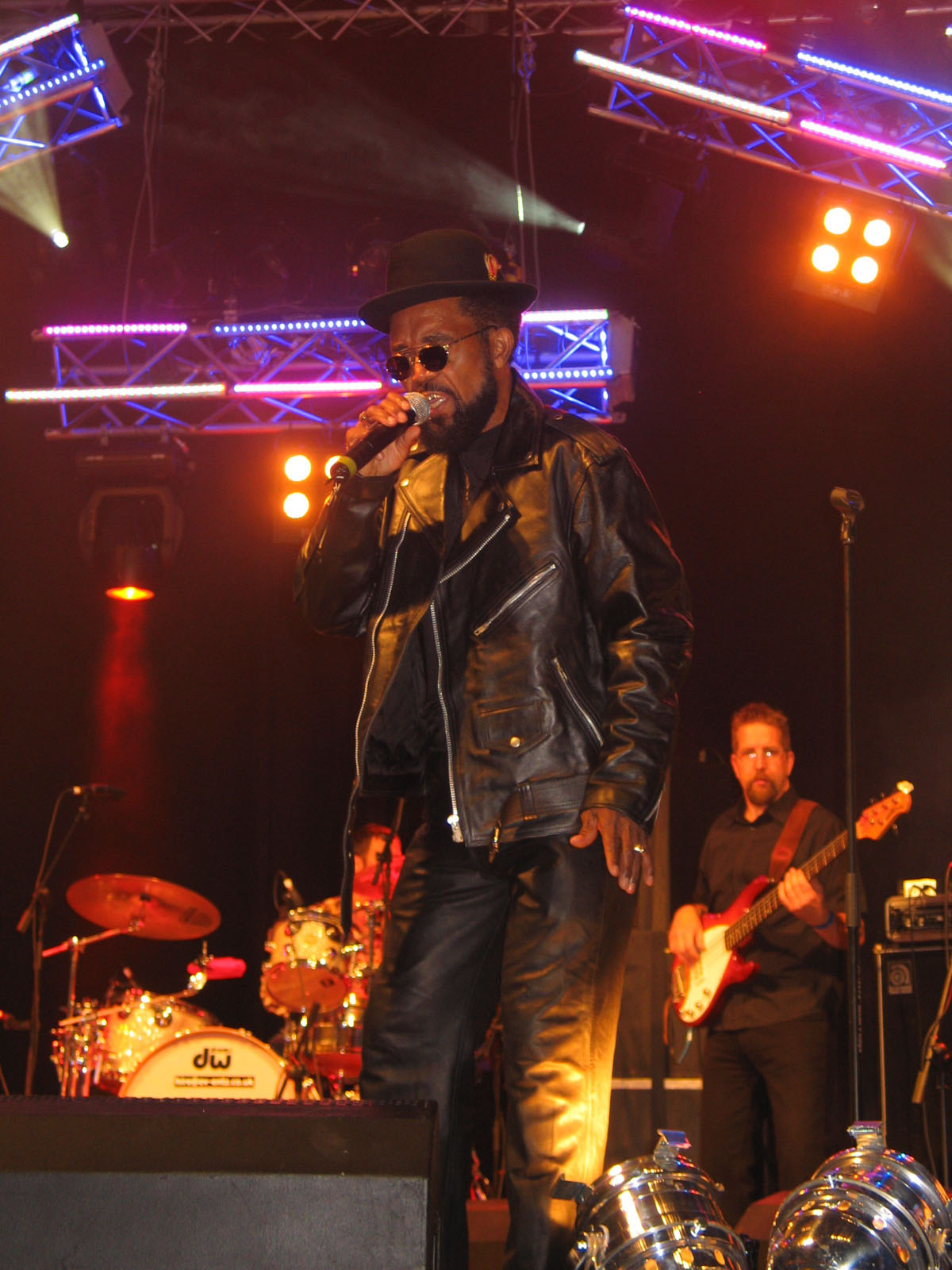
プリンス・バスター（2008年）

1966年に発表されたホープトン・ルイスによる「テイク・イット・イージー (Take It Easy)」やアルトン・エリス「ロック・ステディ (Rock Steady)」などの楽曲を端緒にジャマイカではスカに代わりロックステディが流行する。
ロックステディはスカよりも遥かにゆっくりとした新しいリズムワンドロップを強調するドラム、シンコペーション感覚のあるメロディアスなベースラインと、甘く滑らかなサウンドを特徴とする。ロックステディのテンポがスカよりも遥かにスローダウンした理由は、単なる音楽的流行の変化という説と、1966年の夏にジャマイカを襲った激しい熱波によって、人々がアップテンポなスカではダンスすることが出来なくなったためという説、さらにスカタライツのメンバーであったドン・ドラモンドが起こした殺人事件を機にスカへのバッシングが行われたためという説がある。
このロックステディ期にはインプレッションズなどのソウル・ミュージックに影響を受けウェイラーズ、ヘプトーンズ、テクニクス、パラゴンズ などのトリオによるコーラスグループが流行した。さらにジャマイカ国内の社会状況の悪化などの影響からデリック・モーガン「タファー・ザン・タフ (Tougher Than Tough)」やプリンス・バスター「ジャッジ・ドレッド (Judge Dread)」などのルードボーイを主題とした歌詞が流行した。

#### ヴァージョンの発明

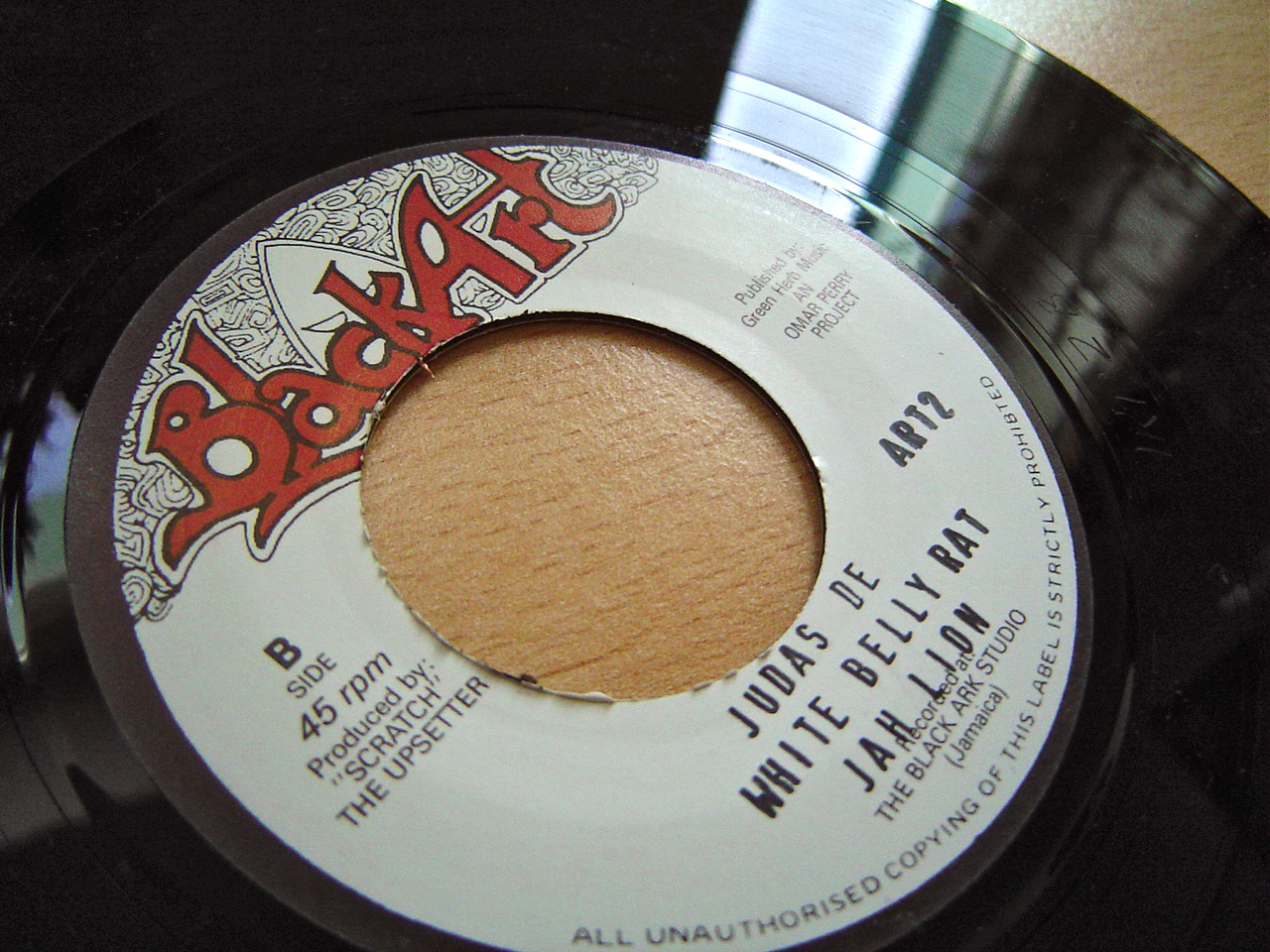
ジャマイカのシングルレコードのB面。この盤にはヴァージョンではなくディージェイ、ジャー・ライオンによるパート・ツー・スタイルが録音されている。

このロックステディ期には「パート2・スタイル (part 2 style)」などと称される「同一のリディムを複数の楽曲で使いまわす」というジャマイカ音楽特有の手法が発明された。リディムの使いまわしは1967年末、スパニッシュタウンのルディーズ (Ruddy's the Supreme Ruler of Sound) というサウンド・システムが偶然ボーカルを入れ忘れたパラゴンズの「オン・ザ・ビーチ (On the Beach)」のダブプレートをプレイしたところ、観衆に熱狂を持って受け入れられたことをその起源とする。
以来、リディムを使いまわす事による経済性の高さも相俟って、ジャマイカ産シングルレコードのB面には「ヴァージョン」と呼ばれるA面の曲のカラオケを入れることが流行し、一般化した。

### レゲエの誕生

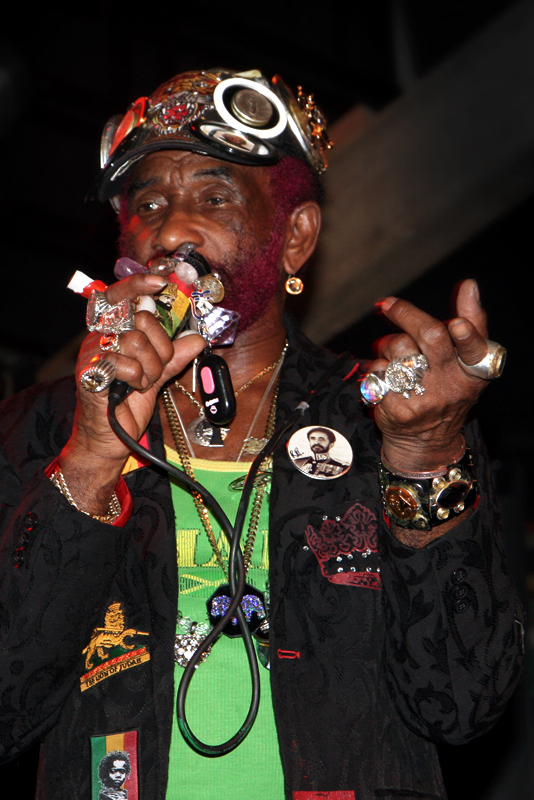
リー・ペリー（2009年、イタリア）

ロックステディの流行も短命に終わり、1968年にはレゲエが取って代わった。前述の通り「レゲエ」という言葉が最初に用いられた曲はメイタルズ「ドゥ・ザ・レゲエ」であるが、最初にレゲエの音楽的特徴が取り入れられた楽曲ははっきりしていない。メント風のリズミカルなギターにブールーやクミナ風のパーカッションを取り入れたリー・ペリー「ピープル・ファニー・ボーイ (People Funny Boy)」や、電子オルガンとディレイのかかったギターが特徴のラリー・マーシャル「ナニー・ゴート (Nanny Goat)」、レスター・スターリン「バンガラン (Bangarang)」、パイオニアーズ「ロング・ショット (Long Shot)」、エリック・モンティ・モリス「セイ・ホワット・ユア・セイイング (Say What You're Saying)」などの1967年から1968年に発表された作品群はロックステディからレゲエへの変化が顕著に現れている。
ゆったりしたワンドロップ・リズムこそロックステディ期と同一だったものの、シンコペーションのある裏打ちを刻むギター・オルガンと、ベースラインの対比よりによってそれ以前のジャマイカ音楽とは異なるレゲエ特有のアンサンブルが完成した。この変化について1962年から1968年までジャマイカで活動したトリニダード・トバゴ出身のギタリストリン・テイトは「ロックステディはコモンタイム、レゲエはカットタイム。フレージングが全く違う」と証言している。
この変化の要因としてはリン・テイト、リコ・ロドリゲス、ローレル・エイトキン、ジャッキー・ミットゥらスカ、ロックステディ期に活動したミュージシャン達が国外に移住したことや、各種エフェクターや録音機器の進歩と、それに伴うリー・ペリー、キング・タビー、バニー・リーら新興プロデューサー達の台頭があった。遂に自前のスタジオを持つことがなかったバニー・リーをはじめ、彼らの多くは楽曲制作において一層経済性を重視したため、コストのかかるホーンセクションの出番はスカ時代より減っていった。
同時に歌詞の内容もアビシニアンズ「サタ・マサガナ」やエチオピアンズ「エブリシング・クラッシュ (Everything Crash)」をはじめとする黒人としての誇りや社会問題について歌うものが多くなっていったが、その背景には1966年のハイレ・セラシエ1世ジャマイカ訪問や西インド諸島大学に在籍したガイアナ人講師のウォルター・ロドニーらの活動によってよりさらに勢力を増しつつあったラスタファリ運動や、同年独立を記念しジャマイカ政府によって創始された「フェスティバル・ソング・コンテスト」による文化的ナショナリズムの高揚、さらにジャマイカ労働党による経済政策の失策による景気・治安の悪化や、アメリカ合衆国で高まりを見せつつあった公民権運動やネイション・オブ・イスラムの流行などの様々な要因があった。

#### ディージェイ・スタイルの確立
サウンドシステムのDJは1960年代中期までは所属サウンドシステムで選曲をしながらイントロや間奏部分で曲紹介をするだけの存在であったが、ヴァージョンが発明された1960年代後期以降は、ヴァージョンに乗せたトースティングを歌手のようにレコーディングし、作品として発表するようになった。この手法を使い、1970年、U・ロイはデューク・リードのプロデュースにより「ウェイク・ザ・タウン」（アルトン・エリス「ガール・アイヴ・ガット・ア・デート」のヴァージョンを使用）、「ルール・ザ・ネイション」（テクニークス「Love is Not a Gamble」のヴァージョンを使用）、「ウェア・ユー・トゥー・ザ・ボール」（パラゴンズの同名楽曲のヴァージョンを使用）の3曲を立て続けにリリース。従来の曲紹介や合いの手的なトースティングではなく、ディージェイとしてのメッセージを前面に押し出したこの3曲はサウンド・システムの観衆を熱狂させただけでなく、JBCとRJR両ラジオ局のヒットチャートの上位3曲を独占した。
U・ロイに続いてデニス・アルカポーン、I・ロイ、ビッグ・ユーツ、ディリンジャーといったディージェイが登場し、ディージェイによるトースティングはレゲエ特有のボーカルスタイルとして定着していった。

#### ダブの発明
1968年頃、レコーディング・エンジニアのキング・タビーは楽曲から「ヴァージョン」を作るだけではなく、原曲に極端なディレイやリヴァーブなどのエフェクトをかけ、ミキシングを施すことによって、アブストラクトなサウンドを生み出すダブという技法を発明した。ダブはリミックスやマッシュアップなど後年発明されていった音楽技法にも影響を与え、特にヒップホップ、ハウスなどのクラブミュージックに広く取り入れられた。タビーおよびタビーが発明したダブについて、クラブミュージックDJでありミュージシャンのノーマン・クックは「1980年代以降のダンス・ミュージックやクラブ・ミュージックのほとんどすべては、キング・タビーの影響下にあると言ってもいい」と証言している。

### ルーツロックレゲエの隆盛

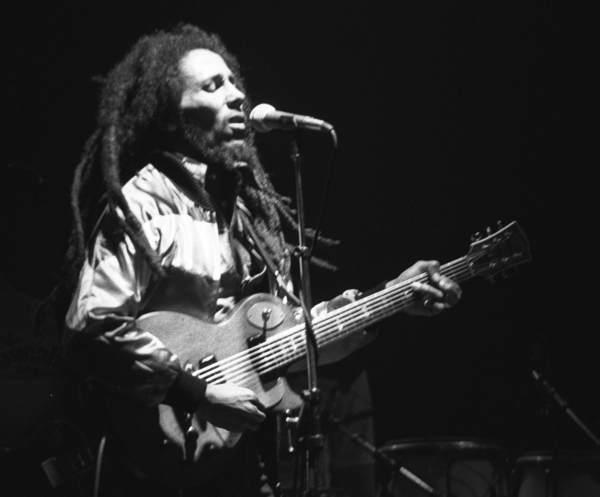
ボブ・マーリー（1980年、スイス）

1972年1月、キングストンで録音され、レゲエのリズムを入れたポール・サイモンのシングル「母と子の絆」が発売。同年4月1日付のビルボード・Hot 100で4位を記録した。同年6月に発売されたジョニー・ナッシュの「アイ・キャン・シー・クリアリー・ナウ」は11月に全米1位を獲得する大ヒットとなり、アメリカでもレゲエへの注目が高まった。
1972年に制作されたジミー・クリフ主演映画の『ハーダー・ゼイ・カム』は翌1973年にアメリカで公開され、レゲエの世界への浸透の一助となった。1973年4月、ボブ・マーリー&ザ・ウェイラーズがアルバム『キャッチ・ア・ファイア』によりメジャーデビュー。
1974年にはエリック・クラプトンがザ・ウェイラーズの「アイ・ショット・ザ・シェリフ」をカバーし、全米1位を獲得。これらの出来事を期にレゲエは西インド諸島とイギリス以外の諸国にも認知と人気を拡大した。特にボブ・マーリーは第三世界出身の歌手として最も大きな商業的成功を収め、多くの国々の音楽家に影響を与えた。
1972年頃より、バーニング・スピア、カルチャー、ピーター・トッシュ、バニー・ウェイラー、オーガスタス・パブロらはロッカーズやステッパーズの重厚なリディムにラスタファリのメッセージを乗せた楽曲を多く発表した。これらのレゲエを特にルーツロックレゲエ、またはルーツレゲエと呼ぶ。その一方で、クリフ、デニス・ブラウン、グレゴリー・アイザックスらはルーツロックレゲエだけではなく欧米のポップ・ミュージックのカバーや多くのラブソングを発表していた。

### ダンスホールレゲエの誕生と発展

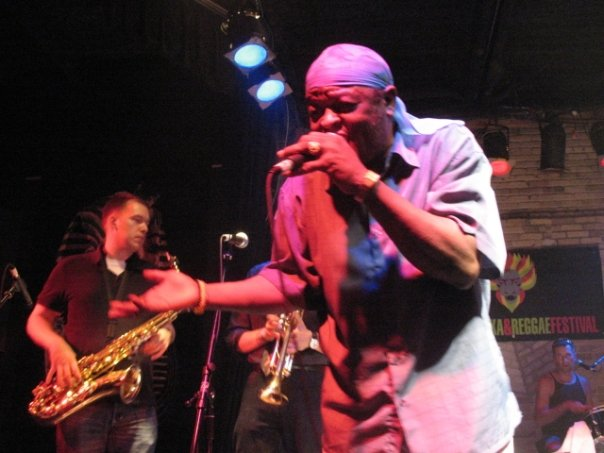
シュガー・マイノット（2008年、カナダ）

1970年代後半に入ってもルーツ・ロック・レゲエの作品が次々と発表された。しかし、ボブ・マーリー&ザ・ウェイラーズやジミー・クリフ、ブラック・ウフル、スライ・アンド・ロビーらの世界的ヒットは彼らの海外公演を増やすと同時に、ジャマイカ国内での活動を減らす結果に繋がった。その音楽的空白を埋めるように登場したのが1978年に結成されたルーツ・ラディックス・バンドであり、同年ユーツ・プロモーションを設立したシンガーのシュガー・マイノットであり、1980年ヴォルケイノ・レーベルを設立したヘンリー・ジュンジョ・ローズらダンスホールレゲエ期を代表する新興プロデューサー達であった。
また、人民国家党の失政により政治、経済がさらに混乱すると、ジャマイカではルーツ・ロック・レゲエの硬派なメッセージへの失望感が広がった。さらに1981年5月にはボブ・マーリーが死去。そうした状況はレゲエからラスタファリズム色を薄れさせ、イエローマンらのディージェイによる「スラックネスと呼ばれる下ネタを中心とした歌詞や「ガントーク (gun talk)」と呼ばれる自分の銃や力を誇示する歌詞を流行させた。ダンスホールレゲエ（単にダンスホールとも呼称される）の誕生である。

#### コンピュータライズド革命

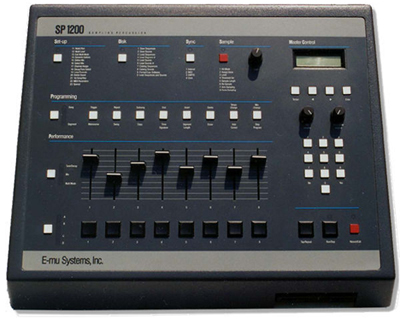
E-mu systemsのドラムマシン、SP-1200。スティーリー&クリーヴィらが使用した。

1974年にボブ・マーリー&ザ・ウェイラーズが発表した「ノー・ウーマン、ノー・クライ (No Woman, No Cry)」や「ソー・ジャー・セイ (So Jah Seh)」には先駆的にドラムマシンが使用されていたが、その他のパートは従来どおりのバンド演奏で録音されていた。
1984年に発表されたホレス・ファーガソン「センシ・アディクト (Sensi Addict)」やシュガー・マイノット「ハーブマン・ハスリング (Herbman Hustling)」などの楽曲は完全にデジタル楽器によって伴奏されていた。
翌1985年にキング・ジャミーがプロデュースしたウェイン・スミスの「アンダー・ミ・スレン・テン」はカシオトーンMT-40に出荷時から組み込まれていたドラムパターンで簡単に製作されたにも関わらず大きなヒットとなった。そのため、キング・タビーもすぐに打ち込みの技法を取り入れ「テンポ (Tempo)」リディムを制作しジャミーズに対抗した。これ以後、ダンスホールレゲエは急速にドラムマシンやシンセサイザーを取り入れ、エレクトリック・ミュージック化していった。この音楽的革新は「コンピュータライズド」や、「コンピューター・リディム」などと呼ばれた。ダンスホールレゲエは、ドラムマシンの導入と聴衆のニーズにこたえる形で曲のテンポも徐々に上昇し、それまでのレゲエとは全く異なる音楽と進化していった。
その後もキング・ジャミーをはじめ、元ルーツ・ラディックスのスティーリィ&クリーヴィーや、ボビー・デジタル・ディクソンといったプロデューサー達がコンピュータライズドのリディムトラックを大量生産し、ニンジャマン、シャバ・ランクス、スーパーキャット、バウンティ・キラー、ビーニ・マンなど多くのDJによるヒット曲を生んでいった。これら80年代半ばから2000年代まで流行した、打ち込みによる高速ダンスホールレゲエは特にラガと称される。ラガおよびダンスホールレゲエはそれまでのレゲエと全く異なる独自のサウンドへと進化したため、www.reggae-vibes.comなどではレゲエチャートとダンスホールチャートがそれぞれ設けられている。
また、1985年にはグラミー賞にベスト・レゲエ・レコーディング部門が設けられ、ブラック・ウフル『アンセム (Anthem)』が第一回受賞作品となった。

### 1990年代以降

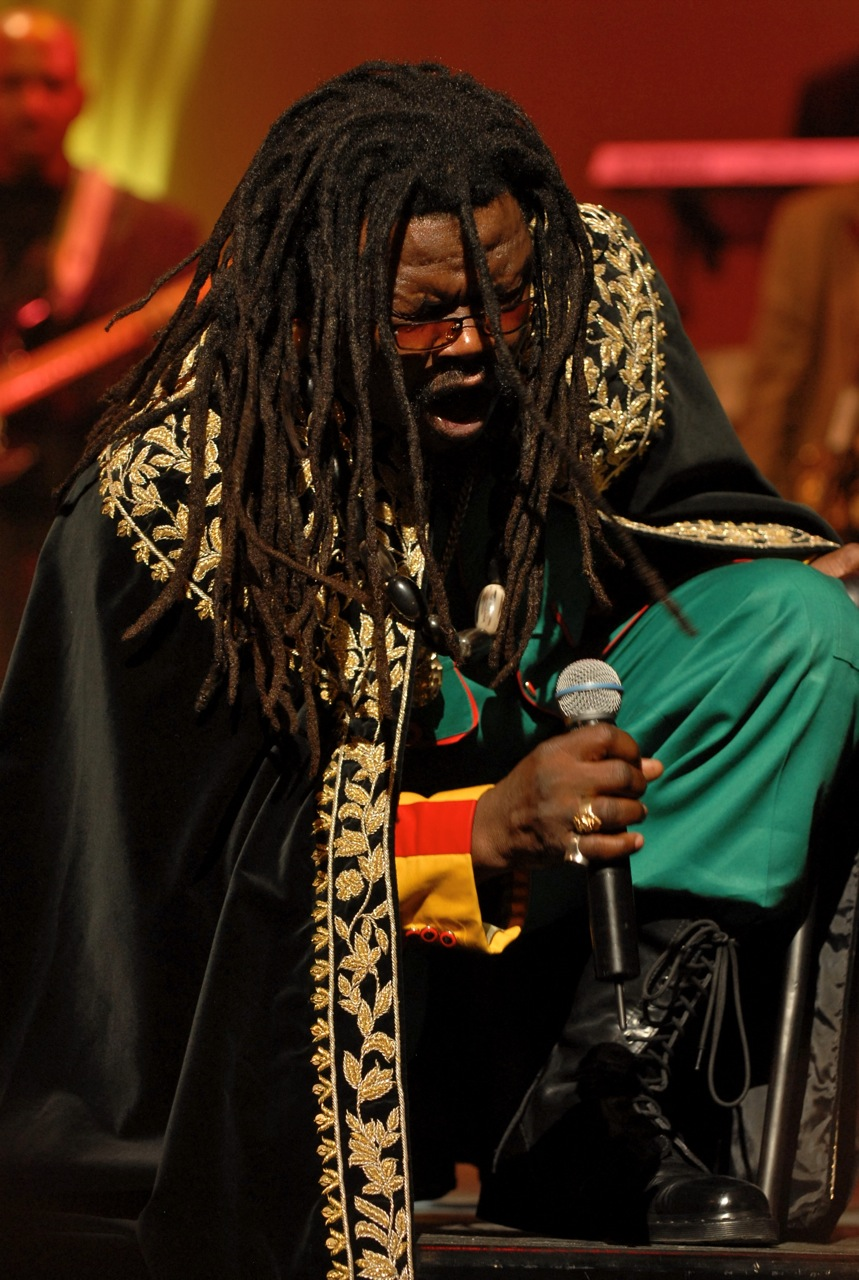
ルチアーノ（2008年、アメリカ合衆国）

1990年代中頃、ラスタファリアンの歌手ガーネット・シルクの事故死などをきっかけとしてラスタファリ運動とルーツレゲエが再び脚光を浴び、ルチアーノ、ケイプルトン、シズラ等のアーティストが登場した。また、メジャーレイザーなどのテクノやエレクトロニカ系アーティストのよる新たなレゲエの解釈や、ジャマイカのダンスホールとイギリスのニュールーツとの交流、ダミアン・マーリーらによるヒップホップとのクロスオーバーなど新たな動きが現れた。2000年代前半にはダンスホール系ディージェイのショーン・ポールが国際的に成功した。

### イギリスでの受容と発展

#### 移民第一世代によるレゲエ

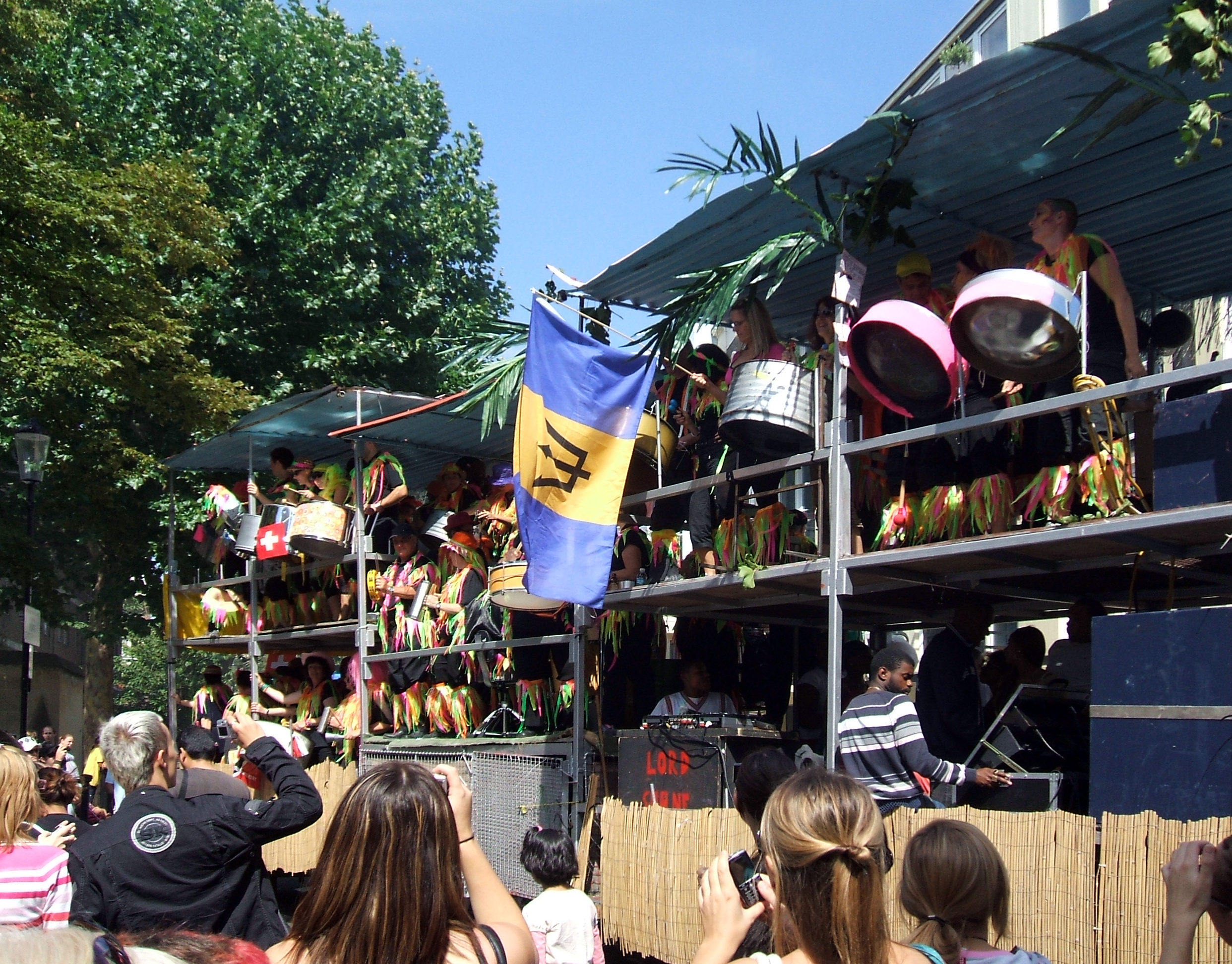
2007年のノッティング・ヒル・カーニバル。スティールバンドの演奏をサウンド・システムで再生している。

1948年、イギリス政府は第二次世界大戦戦後復興のため国籍法を改正し、ジャマイカなど植民地の国民にイギリスの市民権を付与したうえ、積極的に移民として受け入れた。そのため、ジャマイカからイギリスへの移民は最も多かった1961年には年間3万9千人を数え、1971年に移民法が、1981年に国籍法がそれぞれ改定され移民が制限されるまで増え続けた。この移民の中にはミュージシャンやサウンドマンも存在し、1960年前後には小規模ながらもサウンド・システムが出現した。1964年にはノッティング・ヒルで第一回ノッティング・ヒル・カーニバルが開催され、レゲエ、カリプソをはじめとするカリブ海の音楽はサウンド・システム文化とともにその知名度と人気を拡大していった。

#### 在英レーベルによるレゲエのポピュラー化

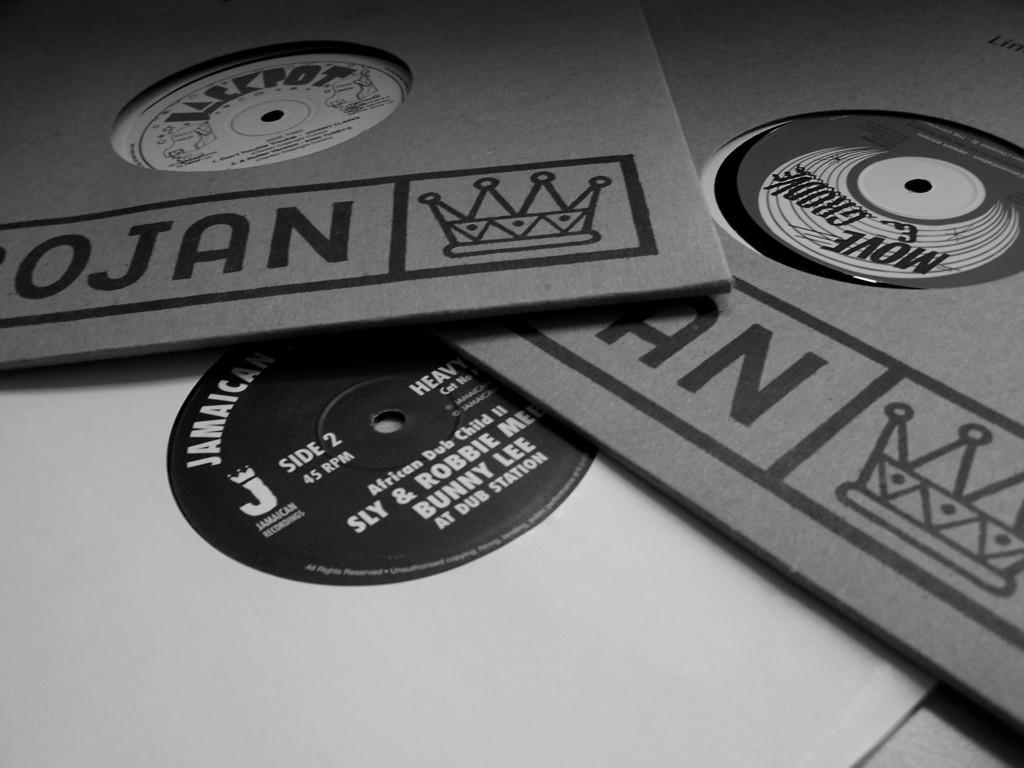
トロージャンのレコード

ユダヤ系アメリカ人のエミール・E・シャリットは、1960年にブルービート・レコーズを立ち上げ、ジャマイカ産のリズム・アンド・ブルースやスカをリリースした。これを端緒として、イギリスにはカリブ海の音楽を取り扱うインディペンデント・レーベルが続々と設立された。中でもクリス・ブラックウェルが1962年8月のジャマイカ独立を機にジャマイカからイギリスに移転させたアイランド・レコードは、1964年、ミリー・スモールの「マイ・ボーイ・ロリポップ」を全世界で600万枚売ることに成功した。
さらに1967年、ブラックウェルはデューク・リードのトレジャー・アイルと契約し、トロージャン・レコードを設立する。このレーベルはジャマイカ音楽をイギリスへ配給し続けた。同レーベルからの楽曲群はとりわけモッズ、スキンヘッズたち若者に支持され、デイヴ・アンド・アンセル・コリンズの「ダブル・バレル」は1971年5月1日から2週間UKシングルチャート1位を獲得するヒットとなり、また、ハリー・J・オールスターズの「リキデイター」はウルヴァーハンプトン・ワンダラーズFCを皮切りに、ウェスト・ブロムウィッチ・アルビオンFC、チェルシーFCの応援歌に採用されていった。これらの楽曲群はスキンヘッド・レゲエと呼ばれ、その後の2トーン・ムーブメントに大きな影響を与えた。
アイランド・レコードは1972年にジミークリフ主演映画『ザ・ハーダー・ゼイ・カム』のサントラ盤を、1973年4月13日にはボブ・マーリー&ザ・ウェイラーズのメジャーデビューアルバム『キャッチ・ア・ファイア』をリリースする。1977年に同グループがリリースした『エクソダス』は同社初のゴールドディスクとなった。
その他のイギリスの代表的なレーベルにはパマ（1967年設立、1978年にジェットスターへと社名変更、2006年倒産）、グリーンスリーヴス（1975年設立、2008年VPレコーズに吸収合併）がある。

#### イギリス独自のレゲエの発展

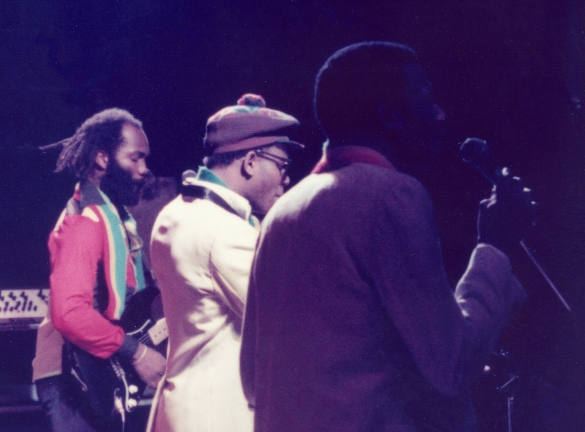
自身のバンド、マトゥンビと共に演奏するデニス・ボーヴェル（左）（1978年）

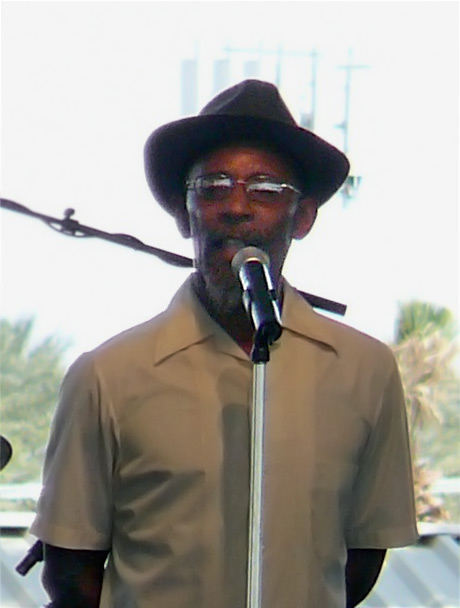
リントン・クウェシ・ジョンソン（2008年、アメリカ合衆国）

1970年代中頃から、ジャマイカ移民二世を中心にしたイギリスの人々はイギリス独自のレゲエを模索し始めた。ルーツ色の濃いアスワドやスティール・パルス、白人のアリ・キャンベルがリード・ボーカルを務めるUB40などはその代表格である。また同時期に結成されたバンド、マトゥンビのデニス・ボーヴェルはイギリスにおけるレゲエとダブのみならず、ジャネット・ケイらをプロデュースしラヴァーズ・ロックというジャンルを開拓した。またボーヴェルはスリッツやトンプソン・ツインズをもプロデュースし、パンク・ロックやニュー・ウェイヴシーンにおいても重要な存在となった。スリッツのマネージャーであったドン・レッツに影響を受けたザ・クラッシュや、ポリス、シンプリー・レッドといったロックバンドもレゲエを取り入れた楽曲を多く発表した。
1978年、詩人のリントン・クエシ・ジョンソンはボーヴェルのプロデュースによりアルバム『w:Dread Beat an' Blood』をリリースする。以来ジョンソンはレゲエの伴奏に合わせて詩の朗読をするダブ・ポエトリーと呼ばれるジャンルの第一人者となった。
1970年代初頭よりイギリスでサウンド・システムを経営していたジャー・シャカは1980年代に入り本国ジャマイカがダンスホール全盛となる中で、コンピュータライズドによるルーツレゲエを表現した。このようなスタイルはニュールーツと呼ばれる。1981年にはマッド・プロフェッサーがアリワ・レーベルを立ち上げ、デジタルな音作りでラヴァーズロックとニュールーツ界に独自の地位を築いた。そうしたデジタル化したレゲエはニュー・ウェイヴやテクノ、ハウスといったクラブ系音楽にも影響を与えた。1990年代にはマッシヴ・アタックなどがレゲエとヒップホップ、ハウス、テクノを融合させトリップ・ホップというフュージョンジャンルを生みだしたほか、レベルMCなどはレゲエのベースラインに高速のブレイクビーツを乗せたジャングルというフュージョンジャンルを生んだ。さらに2000年代には2ステップにダブの要素を加えたダブステップというジャンルが生まれた。

### レゲエにおける女性アーティスト

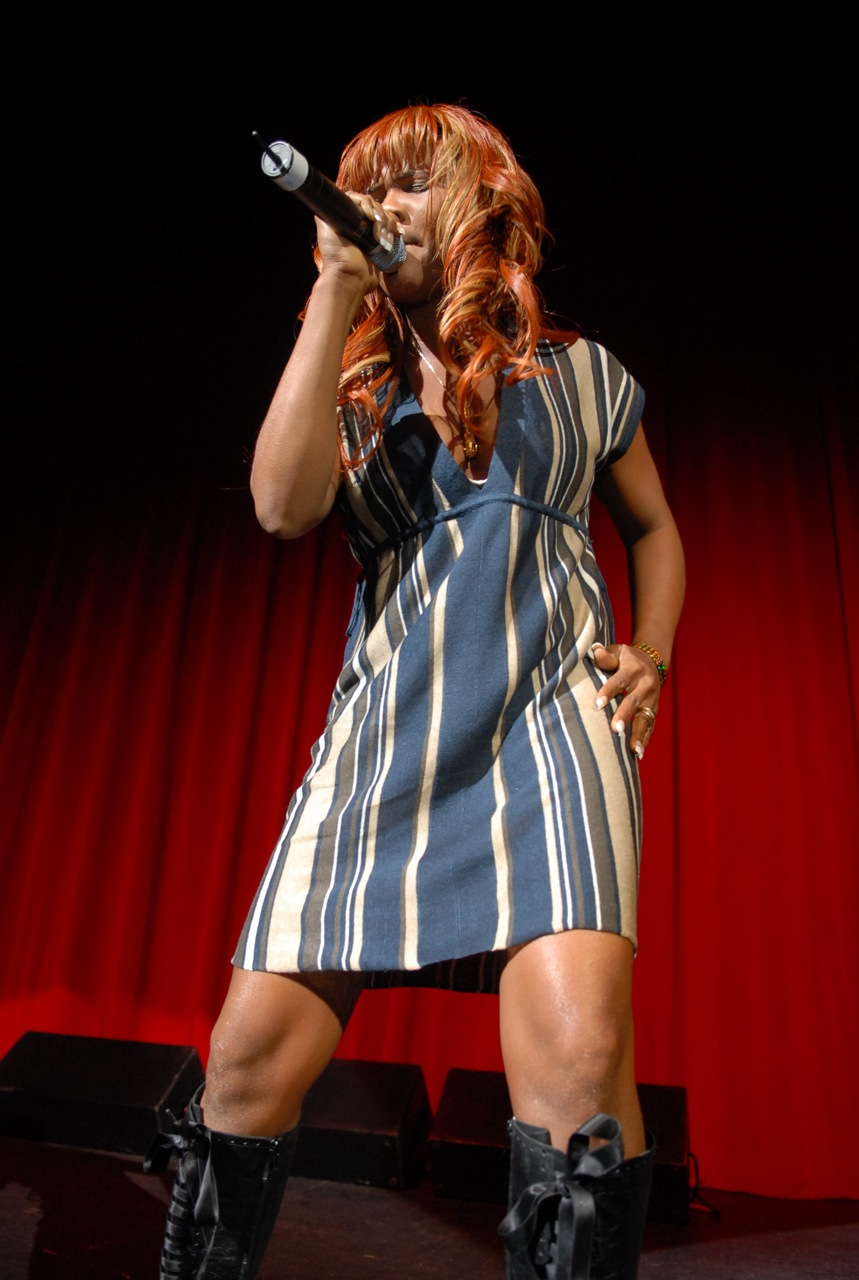
レディ・ソウ（2007年）

ジャマイカの女性歌手による最初のヒット曲は1964年のミリー「マイボーイ・ロリポップ」であった。男女の恋愛を主題とした歌が流行した1960年代後半のロックステディ期にはドーン・ペン、マーシャ・グリフィス、フィリス・ディロン、ホーテンス・エリスなど多くの女性歌手がデビューしただけでなく、1965年にゲイ・フィート（Gay Feet）とハイ・ノート（High Note）レーベルを設立したソニア・ポッティンジャーはプロデューサーとして1985年まで活動を続けた。しかし、思想的・政治的な主題が流行した1970年代のルーツレゲエ期に活躍した女性アーティストはボブ・マーリー&ザ・ウェイラーズのバック・コーラスとして活動したアイ・スリーズ、ディージェイ・デュオのアルシェア&ダナら少数であり、スラックネスなどのきわどい表現が流行した1980年代以降のダンスホール期においても女性アーティストが比較的少ない傾向は続いた。この理由としては主題の影響と共に、ジャマイカの教育には大きな男女逆格差があることにより、女性は音楽業界ではなく行政機関や民間会社の職に就くことが多いことや、伝統的にジャマイカの音楽業界は男性中心的であることなどが挙げられる。
しかし、前述の通り、1970年代後半にイギリスで生まれたレゲエのサブジャンルラヴァーズ・ロックはジャネット・ケイ、キャロル・トンプソン、ルイーザ・マーク、J・C・ロッジら女性歌手が中心となって発展した。
1990年代以降のジャマイカではレディ・ソウ、パトラ、ダイアナ・キング、ターニャ・ステファンスなど、ディージェイと歌の両方をこなす女性アーティストが活躍した。また、ポップスターとして知られるグウェン・ステファニーやリアーナ、M.I.A.はレゲエやダンスホールを取り入れた音楽を多数発表している。なお、ラスタファリアンの女性アーティストはリタ・マーリー、シスター・キャロル、クイーン・アイフリカなどの例があるものの、極少数である。

## 世界各国への拡散と受容

### アフリカ
アフリカ諸国ではレゲエは広く受け入れられており、アフリカ諸国出身のミュージシャンによるレゲエのことをアフリカンレゲエと呼ぶ。ナイジェリアではマジェック・ファシェックらが1970年代より活動しており、ナイジェリアン・レゲエシーンが確立している。南アフリカ共和国出身のラッキー・デューベは通算25枚のアルバムを発表しているほか、南アフリカのポピュラー音楽ムバカンガとレゲエとのクロスオーバーを試みている。コートジボワールではアルファ・ブロンディやティケン・ジャー・ファコリーなどが活動している。マスカリン諸島では当地の伝統音楽セガとレゲエがクロスオーバーし、セゲエという融合ジャンルが生まれた。

### ヨーロッパ

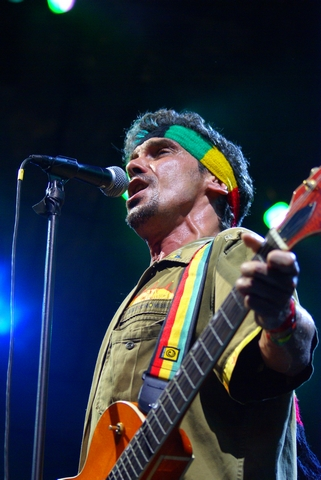
マヌ・チャオ（2007年、アメリカ合衆国）

前述の通りイギリスでは1960年代よりレゲエがポピュラーな存在になっていったが、1980年代以降はその他の欧州各国でもポピュラー化していった。ポーランドでは共産主義政権下の1980年代前半よりダーブ、イズリアルらが活動を開始し、ポーリッシュレゲエシーンが確立している。イタリアではサッド・サウンドシステム、ピチュラ・フレスカ、アルマメグレッタ、B・R・スタイラーズらが活動している。ドイツではジェントルマンやパトリス、シードなどが活動している。シードのメンバーでもあるペーター・フォックスが2008年に発表したアルバム『w:Stadtaffe』はドイツ国内で100万枚、EU全体で110万枚を売り上げるヒット作となり、フォックスは2009年のドイツエアプレイチャートにおいてレディ・ガガ、P!nkと共に最も成功したアーティストとして挙げられた。ジェントルマンが2004年に発表したアルバム『w:Confidence (Gentleman album)』はドイツとオーストリアのヒットチャートで1位を獲得した他、トルコ人歌手のムスタファ・サンダルと共演した楽曲「w:İsyankar」がドイツとオーストリアのヒットチャートでトップ10に入るヒットとなった。
欧州各国のその他のレゲエアーティストとしては、スウェーデンのルートヴァルタ、スヴェンスカ・アシャデミエン、オランダのトワイライト・サーカスらが有名である。スペイン系フランス人ミュージシャンのマヌ・チャオもレゲエを取り入れた楽曲を多く制作している。

### 中東
1985年、イスラエルのテルアビブに「ソウェト (Soweto)」というクラブがオープンすると、ジャマイカ系イギリス人のサウンドマン、ラス・マイケルが招聘され、人気を博した。マイケルの影響でアミル (Amir)、チュル (Chulu)、シルヴァー・ドン(Silver Don) といったレゲエミュージシャンと幾つかのサウンドシステムが活動を開始した。ソウェトは1997年に閉店したが、2000年代もバンドのハティクヴァ6などが活動している。ユダヤ系アメリカ人レゲエ歌手のマティスヤフもしばしばヘブライ語で歌唱している。
レバノンではベイルートやジュニーエを中心に1990年代にアフリカからの出稼ぎ労働者によってレゲエが紹介され、1996年にはルーディ (Rudy) が同国初のレゲエミュージシャンとして活動を開始した。2000年代以降はジャミット・ザ・バンド (Jammit The Band) や、ラスタ・ベイルート (Rasta Beirut) が人気である。

### カリブ海・中米
1970年代にはパナマでスペイン語レゲエが誕生し、ラテンアメリカ諸国やスペイン語話者の多い国々に広がっていった。1990年代前半のプエルトリコではスペイン語レゲエとサルサやヒップホップなどの音楽が混交し、レゲトンというジャンルが生まれた。レゲトンは2004年頃、ダディー・ヤンキー「ガソリーナ」、ニーナ・スカイ「ムーブ・ヤ・ボディ」、ノリ「オイ・ミ・カント」などのヒットによってその知名度を拡大させた。
その他のカリブ海地域出身のレゲエアーティストとしてはマルティニークのカリ、グアドループのアドミラル・T、アメリカ領ヴァージン諸島のミッドナイトやプレッシャー (Pressure) らがいる。

### 南米

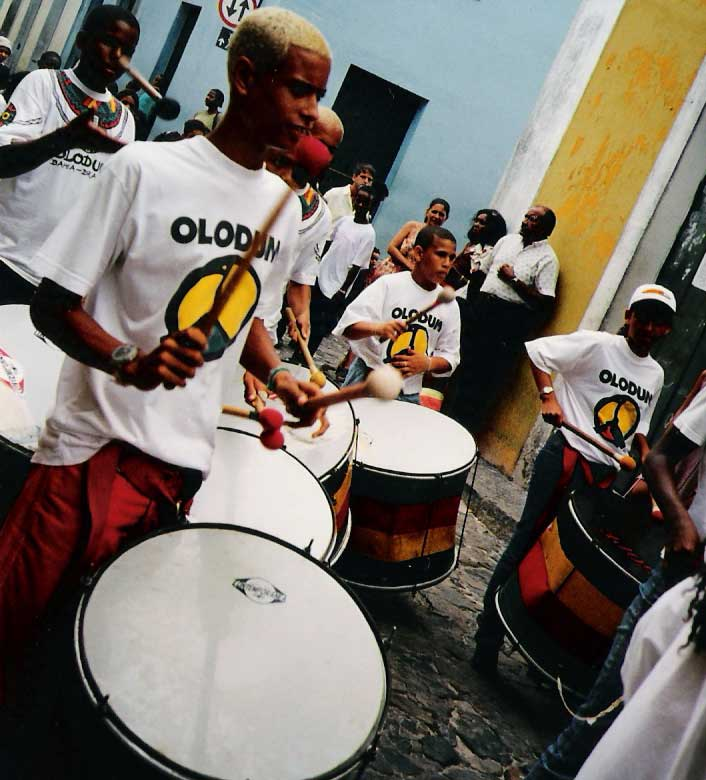
オロドゥン（1998年）

ブラジルでは1970年代よりサンバとルーツレゲエがクロスオーバーしたサンバヘギというフュージョンジャンルが生まれた。1979年にはジルベルト・ジルがボブ・マーリー&ザ・ウェイラーズ「No Woman No Cry」のポルトガル語カバー「Não Chore Mais」をヒットさせた。
バイーア州のオロドゥンは1980年代以降各地のカーニバルで演奏している他、10枚以上のサンバヘギのアルバムを発表している。

### 北米（アメリカなど）

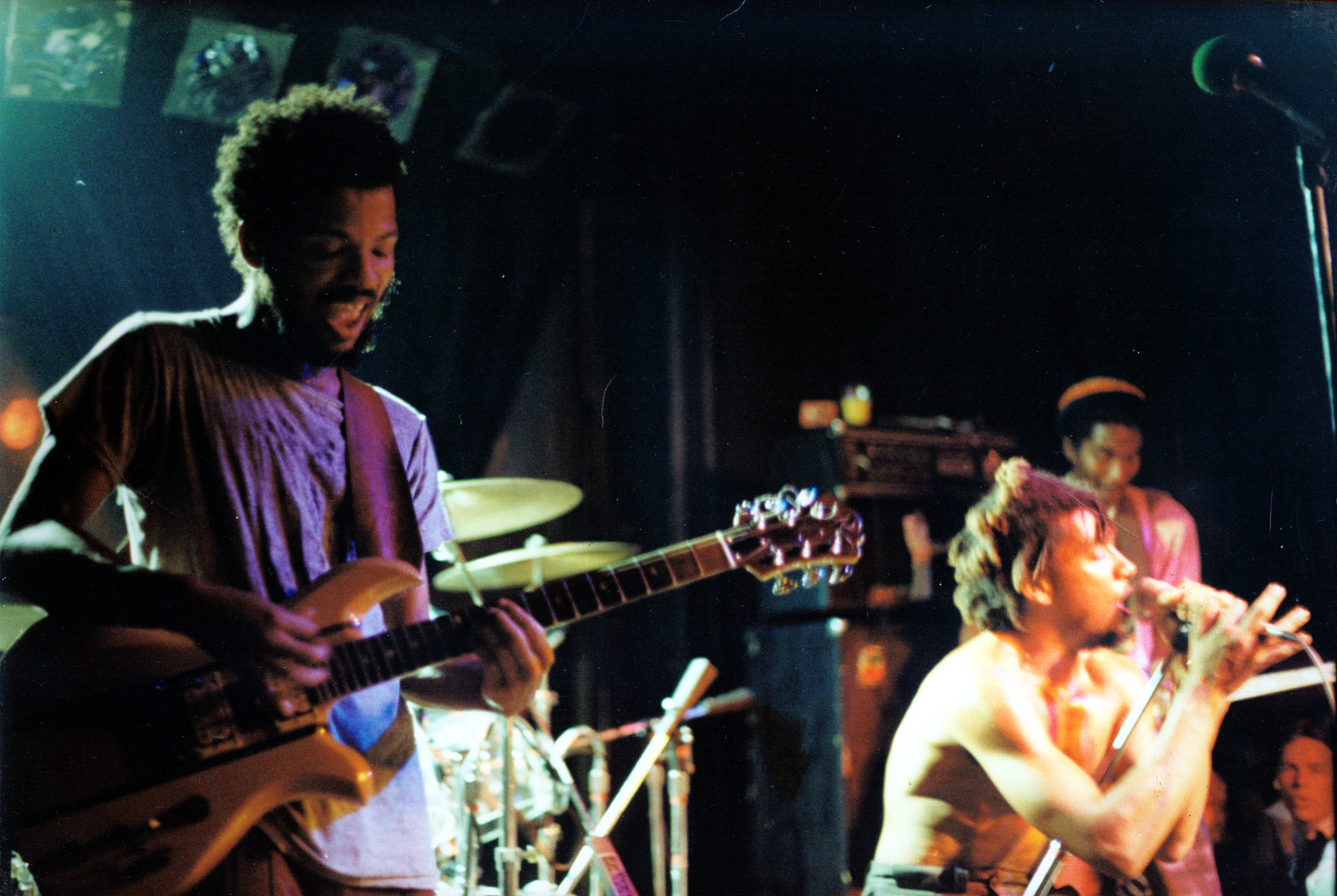
バッド・ブレインズ（1983年、アメリカ合衆国）

アメリカ合衆国においては前述の通り、72年のポール・サイモンとジョニー・ナッシュのヒットの後、70年代後半には、しばらく空白が生まれた。アメリカでレゲエが盛んな地域は1960年代後半よりジャマイカからの多くの移民が居住し、人口も最多のニューヨーク市だった。ジャマイカ移民は、DJクール・ハークを筆頭に、ニューヨークにサウンドシステム文化を伝え、ヒップホップ音楽の誕生に影響を与えた。1990年代前半にはディージェイのジャマルスキーやマッド・ライオンがヒップホップ・グループのブギーダウン・プロダクションズに参加するなどレゲエアーティストとヒップホップアーティストが積極的に交流した結果、ラガ・ヒップホップというフュージョンジャンルが誕生した。他にもバッド・ブレインズ、フージーズ、ノー・ダウト、マティスヤフ、グラウンデーション、マイケル・フランティといったミュージシャンがレゲエとヒップホップやロック、ジャズとのクロスオーバーを試みている。一方で伝統的なルーツレゲエの分野ではビッグ・マウンテンなどが活動している。カナダではトロントにジャマイカ人移民居住地域があり、スノー、リリアン・アレンなどが活動している。

### オセアニア
オーストラリアではジャマイカからの移民を受け入れていたため、1960年代後半よりレゲエとサウンドシステムが存在していた。1970年代後半からはノー・フィックスド・アドレスやカラード・ストーンなどが活動している。ニュージーランドでは1970年代後半よりハーブスなどが活動している他、2000年代はファット・フレディーズ・ドロップなどが人気があり、レゲエは人気の高いジャンルの一つとなっている。また、ハワイでは1980年代からハワイアン・ミュージックとレゲエがクロスオーバーしたジャワイアンというフュージョンジャンルが生まれた。

### アジア
アジアでレゲエが盛んな地域は日本とフィリピンである。フィリピンでは特にヴィサヤ地方のセブやドゥマゲテでレゲエ人気が高く、1970年代後半よりココジャム (Cocojam) やジュニア・キラトといったバンドがセブアノ語（ヴィサヤ語）やワライ語で歌い、活動している。フィリピン人によるレゲエは「ピノイ・レゲエ」 と呼ばれている。
1990年代前半にインド系イギリス人のディージェイ、アパッチ・インディアンはダンスホール・レゲエとバングラ・ビートを融合させ、バングラガというジャンルを開拓した。大韓民国ではレゲエは退廃的な音楽とされ視聴が禁止されていたが、1992年に視聴解禁されると同時にUB40「好きにならずにいられない」、1993年にキム・ゴンモがレゲエのテイストを取り入れ韓国風にアレンジした『言い訳』がヒットした。以後レゲエバンドのドクターレゲエや、ストーニー・スカンク、レゲエを取り入れた韓国ポップグループのRoo'Raが登場した。
インドネシアのラス・ムハマド (Ras Muhamad) は2008年に「Musik Reggae Ini」をヒットさせ、AMI Awardsを受賞した。
スリランカでは、2000年から活動を開始したロハンタ・レゲエ (Rohantha Reggae) がレゲエの第一人者である。ロハンタ・レゲエは2007年に同国出身歌手として初めてアメリカ合衆国のレーベルから作品をリリースした。

#### 日本
日本では1970年代後半からフラワー・トラベリン・バンドやペッカー、豊田勇造、上田正樹らがレゲエを取り入れた音楽を制作していた。1979年にボブ・マーリー&ザ・ウェイラーズが来日公演を行ったことをきっかけにレゲエ人気が高まり、1980年にはペッカーがアルバム『ペッカー・パワー』、『インスタント・ラスタ』を、豊田がアルバム『血を越えて愛し合えたら』をそれぞれジャマイカで制作し発表した。1982年には元フラワー・トラベリン・バンドのジョー山中がウェイラーズバンドと共作したアルバム『レゲエ・バイブレーション1』を発表し、ダブ・バンドのMUTE BEATが活動を開始した。1984年にはディージェイのランキンタクシーが活動を開始し、PJ&クールランニングスは日本のレゲエアーティストとして初めてメジャーデビューした。1985年にはスカバンドの東京スカパラダイスオーケストラも活動を開始した。2001年には三木道三のシングル「Lifetime Respect」が、2006年にはMEGARYU『我流旋風』と湘南乃風『湘南乃風〜Riders High〜』の2枚のアルバムがオリコンチャート1位を記録した。日本のレゲエは「ジャパニーズレゲエ」または「J-レゲエ」、「ジャパレゲ」と呼称されている。

## 主なレゲエフェス

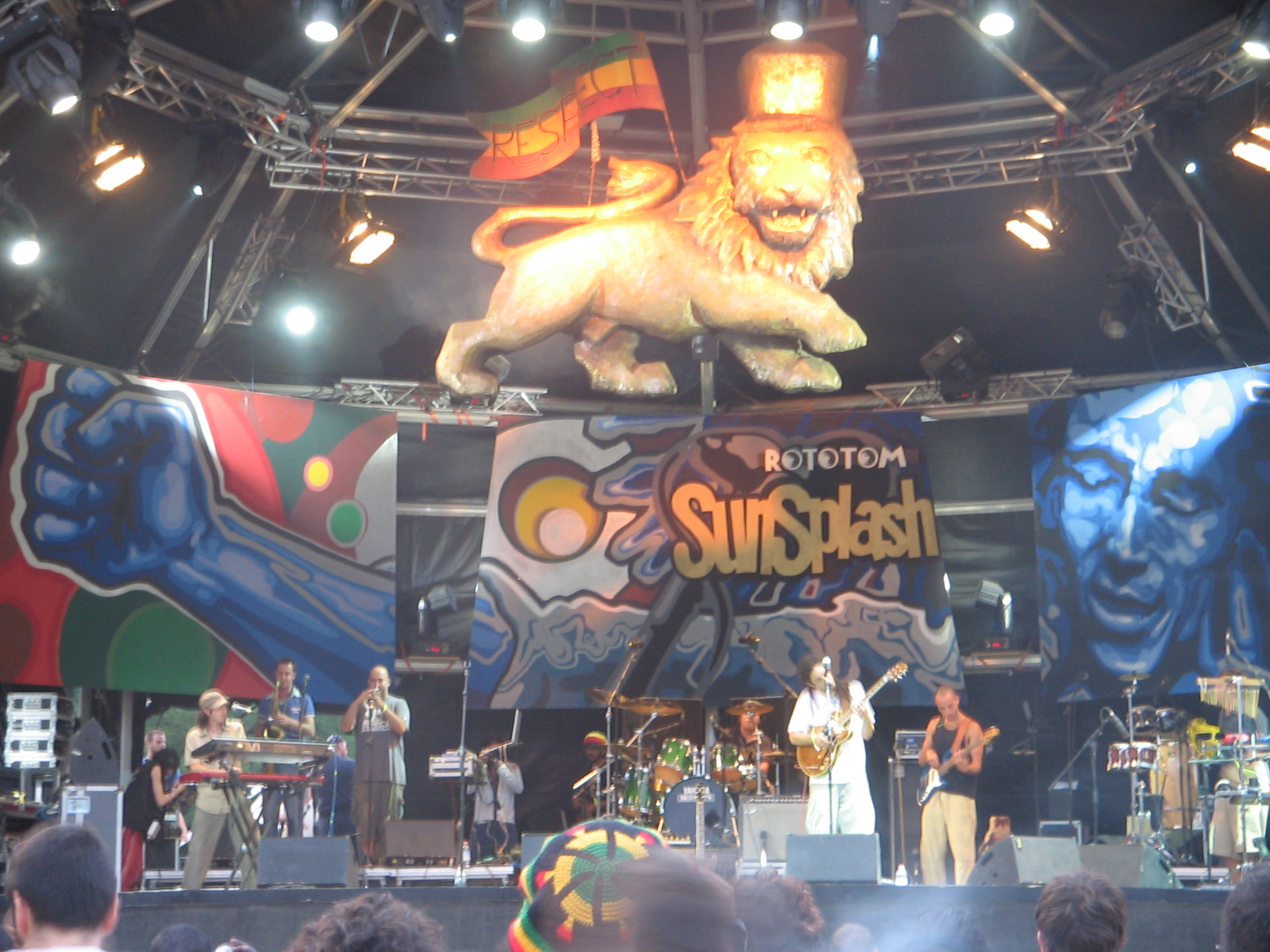
ロトトム・サンスプラッシュのステージ（2006年）

世界各地で様々なレゲエフェスティバルや大規模コンサートが開催されている。

### ジャマイカ
- レゲエ・サンスプラッシュ（英語版）( ジャマイカ)
- レゲエ・サンフェス（英語版）( ジャマイカ)
- スティング ( ジャマイカ)
- レベル・サルート ( ジャマイカ)

### ヨーロッパ
- ノッティングヒル・カーニバル（英語版）  ( イングランド)
- サマージャム（英語版） ( ドイツ)
- ロトトム・サンスプラッシュ（イタリア語版） ( イタリア)
- ソカ・レゲエ・リバースプラッシュ（英語版） ( スロベニア)
- ウプサラ・レゲエ・フェスティバル（英語版） ( スウェーデン)

### 北米
- ジャズ・レゲエ・フェスティバル（英語版） ( アメリカ合衆国)
- レゲエ・オン・ザ・リバー（英語版） ( アメリカ合衆国)
- モントリオール・インターナショナル・レゲエ・フェスティバル（英語版） ( カナダ)

### アジア・オセアニア
- 横浜レゲエ祭 ( 日本)
- SOUL REBEL ( 日本)
- SPRINGROOVE ( 日本)
- 愛知REGGAE BREEZE ( 日本)
- セブ・レゲエ・フェスティバル（英語版）  ( フィリピン)
- ラガマフィン音楽祭（英語版） ( オーストラリア、 ニュージーランド)

## 教育・研究
- 西インド諸島大学モナ校人文教育学部カリブ学科には1993年よりレゲエ研究室が設けられている[150]。
- アメリカ合衆国バーモント州のバーモント大学では2004年よりアルフレッド・C・スナイダー (Alfred C. Snider) 教授による「レゲエの修辞学 (Rhetoric of Reggae Music)」という講座が行われている[151]。

### 文化的評価
2018年、ジャマイカのレゲエがユネスコの無形文化遺産に登録された。

## レゲエを題材とした作品
音楽作品については膨大なリストになるため本節では割愛する。書籍については参考文献も参照。

### 映画
- 『ハーダー・ゼイ・カム（英語版）』（1972年公開、 ジャマイカ、ペリー・ヘンゼル（英語版） 監督)
- 『ロッカーズ』（1978年公開、 ジャマイカ、セオドロス・バファルコス監督）
- 『Cool Runnings: The Reggae Movie』（1983年公開、 アメリカ合衆国、ロバート・マッジ（英語版） 監督）
- 『ラフン・タフ 〜永遠のリディムの創造者たち〜』（2006年公開、 日本、石井“EC”志津男監督）

## よくある誤解

ラスタカラーの旗

- ドレッドロックスやラスタカラーの配色は本来レゲエではなくラスタファリ運動のシンボルである。
- ジャマイカでは1970年代前半以降、ディージェイがレコーディングアーティスト化したため、「ディージェイ (DJ, Deejay)」といえば「トースティングをする者」のことを表すようになり、選曲者のことを「セレクター (selector)」というようになった。またジョグリンスタイルが流行した1990年代前半以降は「セレクターのかける曲を紹介する者」のことを「MC」というようになった。ヒップホップ音楽ではラップする者をMCと、選曲者をDJというため、両ジャンル間ではしばしば用語の混同が起こる。